# 留辺蘂神社
留辺蘂神社（るべしべじんじゃ）は、北海道北見市留辺蘂町に鎮座する、神社本庁被包括（北海道神社庁網走支部管内）の神社。旧社格は村社。
留辺蘂の市街地（留辺蘂駅周辺）が見下ろせる小高い丘に位置しており、西隣には景勝寺（高野山真言宗）が、東隣には大雄寺（曹洞宗）があり、立地としては東西を寺に挟まれている。境内には、末社として聖徳太子神社が鎮座する。平成8年以降、留辺蘂神社の宮司は、同社西側の氏子区域を接する温根湯神社の宮司も兼務している。

## 祭神
- 天照皇大神（あまてらすすめおおかみ）
- 大山津見大神（おおやまつみのおおかみ）
- 布都御魂大神（ふつのみたまのおおかみ）
- 布留御魂大神（ふるのみたまのおおかみ）
- 布都斯御魂大神（ふつしみたまのおおかみ）
- 聖徳太子（しょうとくたいし）

本殿の内陣（神様の鎮まっている部屋）は三座あり、一座目（中央）では主祭神である天照皇大神1柱を、二座目（向かって右側）では大山津見大神1柱を、三座目（向かって左側）では石上大神（布都御魂大神・布留御魂大神・布都斯御魂大神）3柱をそれぞれ祀っており、これら計3座5柱が「留辺蘂神社大神」として信仰・崇敬されている。石上神宮以外で石上大神を祀っている神社は、全国的にもかなり珍しい。なお、本殿以外では、末社の聖徳太子神社で聖徳太子を祭神として祀っている。
ちなみに、留辺蘂神社が神社本庁に届け出ている祭神は天照皇大神のみで、合祀された大山津見大神や増祀された石上大神については祭神追加の申請手続きをしていないため、神社本庁の登録データでは、留辺蘂神社の祭神は現在でも天照皇大神1柱のみである。誰でも閲覧可能な北海道神社庁公式サイトのデータベースに於いて、留辺蘂神社の祭神の項目に天照皇大神のみが表示されているのはそのためである。

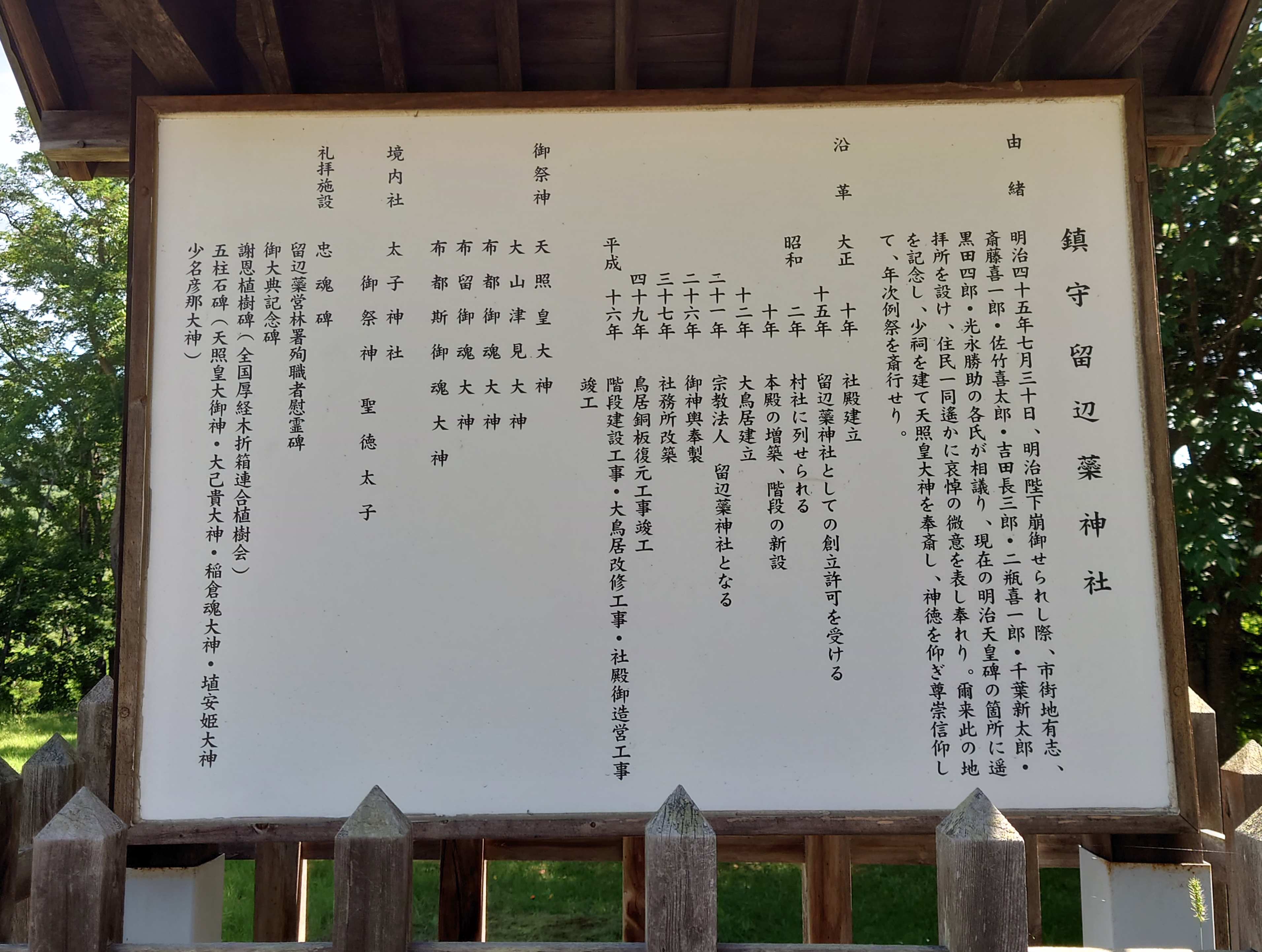
祭神名などが記されている由緒案内板
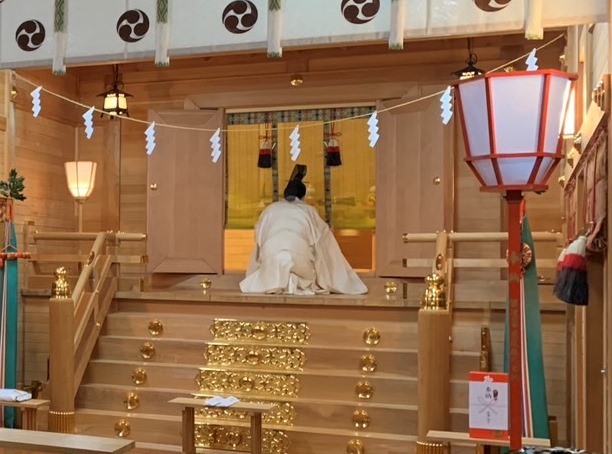
5柱の祭神が鎮まる本殿

## 氏子区域
留辺蘂町（それまで独立した自治体であった留辺蘂町が、平成18年に隣接する北見市に吸収合併されて以降、住所的には「北見市留辺蘂町」、行政的には「北見市留辺蘂自治区」とされる地域）は、形状としては東西に細長い町域を形成しており、人々の生活圏としては、留辺蘂総合支所（旧留辺蘂町役場）や留辺蘂駅などを中心とした、町域東側の所謂「留辺蘂地区」と、明治32年に開湯した温根湯温泉を中心とする、町域中央及び西側の所謂「温根湯地区」の2つに分けられる。
留辺蘂神社は、留辺蘂町の総鎮守であり、留辺蘂町全域（広義の留辺蘂）の守り神として崇敬を受ける神社であると同時に、留辺蘂町の中でも特に8号線（大富地区と昭栄地区の境界となっている道路）以東の、前述の所謂「留辺蘂地区」（狭義の留辺蘂）を氏子区域としており、具体的には、現在の北見市留辺蘂町のうち金華・大富・富岡・豊金・泉・旭東・旭中央・旭南・旭公園・旭北・旭1区・旭西・旭3区・栄町・上町・仲町・東町・元町・宮下町・丸山・瑞穂・花園の地区が、留辺蘂神社氏子区域とされている。
8号線以西の所謂「温根湯地区」は、現在は留辺蘂神社の兼務社となっている温根湯神社の氏子区域とされており、面積としては留辺蘂町全域のうち3分の2強が温根湯地区（つまり温根湯神社の氏子区域）となるが、その大半は民家等の全く無い山林が占めており、世帯数や氏子数としては、温根湯神社の氏子区域よりも留辺蘂神社の氏子区域のほうがずっと多い。

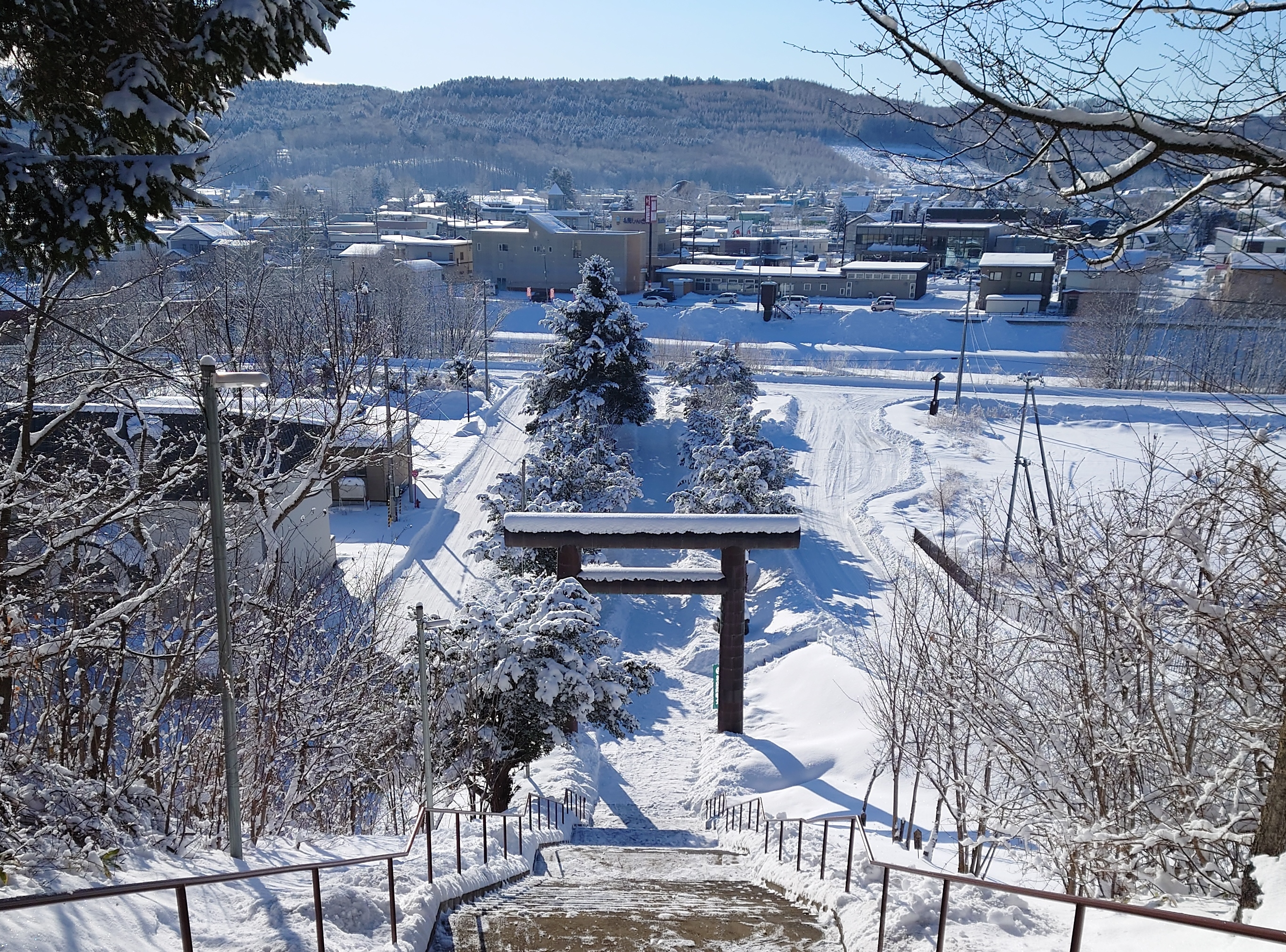
境内（二の鳥居）から望む 留辺蘂の市街地 中心部。ここからは留辺蘂駅に発着する列車も目視出来る

## 由緒・歴史
- 1907～1910年（明治40～43年）頃：川向紅葉山下（現在の留辺蘂橋北側）に、聖徳太子を祀る標柱が建てられる。これが、留辺蘂町に於ける神祇拝礼最初の施設とされ、また、現在の聖徳太子神社（留辺蘂神社末社）の起源ともされる。
- 1908年（明治41年）頃：一号線付近に、天照皇大神を祀る小祠が建てられる（この小祠は終戦直後、留辺蘂神社に合祀され現存しない）。
- 1912年（大正元年）：明治天皇崩御を受けて、現在の留辺蘂神社の地（明治天皇碑の箇所）に遙拝所が建てられ、近隣住民一同、遙かに哀悼の意を表する。これが、留辺蘂神社創建の起源とされる。
- 大正初期：遙拝所の地に小祠が建てられ、祭神として天照皇大神が奉斎され、毎年例祭も斎行されるようになる（実質、地域一体鎮守の神社として機能し始める）。
- 1921年（大正10年）：留辺蘂神社の社殿が造営され、初代宮司が就任（小樽市に鎮座する住吉神社から転任）。留辺蘂町史の年表では、この年が「留辺蘂神社建立」とされている。
- 1926年（大正15年）：正式に留辺蘂神社創立が許可される。
- 1927年（昭和2年）：村社に列せられる。
- 1935年（昭和10年）：本殿の増築や参道石段の新設などが行なわれる。
- 1937年（昭和12年）：大鳥居が建てられる。
- 1946年（昭和21年）：宗教法人留辺蘂神社となる。同年、大山津見神社を本殿に合祀する。
- 1948年（昭和23年）：初代宮司が退任。戦中は札幌神社（現北海道神宮）出仕であった神職が、同年、第2代宮司に就任する。
- 1951年（昭和26年）：京都の業者から御神輿を購入する。
- 1954年（昭和29年）：奈良県天理市に鎮座する石上神宮より分霊を受け、石上大神が本殿に増祀される。
- 1962年（昭和37年）：社務所が改築される。
- 1963年（昭和38年）：前宮司（初代宮司）が死去。
- 1974年（昭和49年）：鳥居銅板復元工事が竣工する。
- 1994年（平成7年）：第2代宮司が在任のまま死去。翌年まで宮司不在（空位）が続く。
- 1996年（平成8年）：温根湯神社第3代宮司が、温根湯神社の宮司に在任したまま、留辺蘂神社第3代宮司にも就任。同時に神社本庁に対して本務替申請の手続きを行ない、これにより第3代宮司は、留辺蘂神社の本務宮司、温根湯神社の兼務宮司となり、宮司としての常駐神社が温根湯神社から留辺蘂神社に変更される。これ以降、温根湯神社は留辺蘂神社の兼務社となる。
- 2003年（平成15年）：老朽化した社殿を全面的に建て替えるため、留辺蘂神社御造営発起人会が設立され、続いて留辺蘂神社御造営奉賛会も設立される。
- 2004年（平成16年）：留辺蘂神社御造営仮遷座祭、旧社殿解体工事安全祈願祭などが斎行された後、留辺蘂神社の社殿（本殿・幣殿・拝殿）が取り壊され、留辺蘂神社御造営地地鎮祭を経て、社殿造営（建て替え）工事が始まる。同年、留辺蘂神社御造営上棟祭などを経て、社殿造営工事が竣工する。竣工後、直ちに留辺蘂神社御造営本殿遷座祭が執り行なわれる。同年、階段建設工事、大鳥居改修工事なども竣工する。
- 2006年（平成18年）：北見市・留辺蘂町・端野町・常呂町の1市3町が新設合併し、新生「北見市」が発足する。この合併に伴い、登記上、神社の所在地が「常呂郡留辺蘂町字宮下町115番地」から「北見市留辺蘂町宮下町115番地」に変更となる。
- 2023年（令和5年）：第3代宮司が、留辺蘂神社と温根湯神社の宮司を同時に退任。その翌日付で、留辺蘂神社権禰宜のひとりが、昇進して第4代宮司に就任（留辺蘂神社の本務宮司と温根湯神社の兼務宮司に就任）。
- 2024年（令和6年）：末社「太子神社」の社名が「聖徳太子神社」に改称される。同年、2004年以来休止されていた手水舎の利用が再開される。

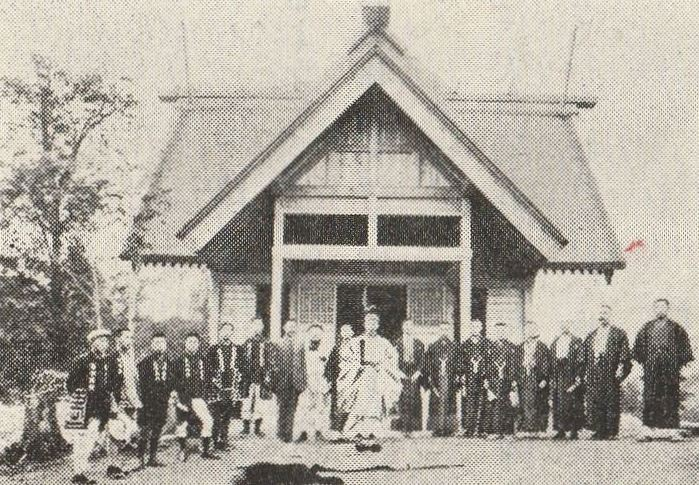
造営されたばかりの社殿（大正10年）
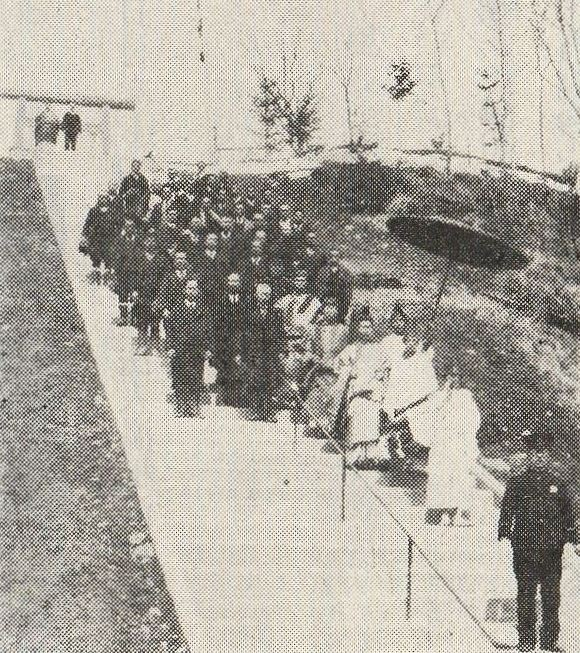
竣工したばかりの参道石段（昭和10年）
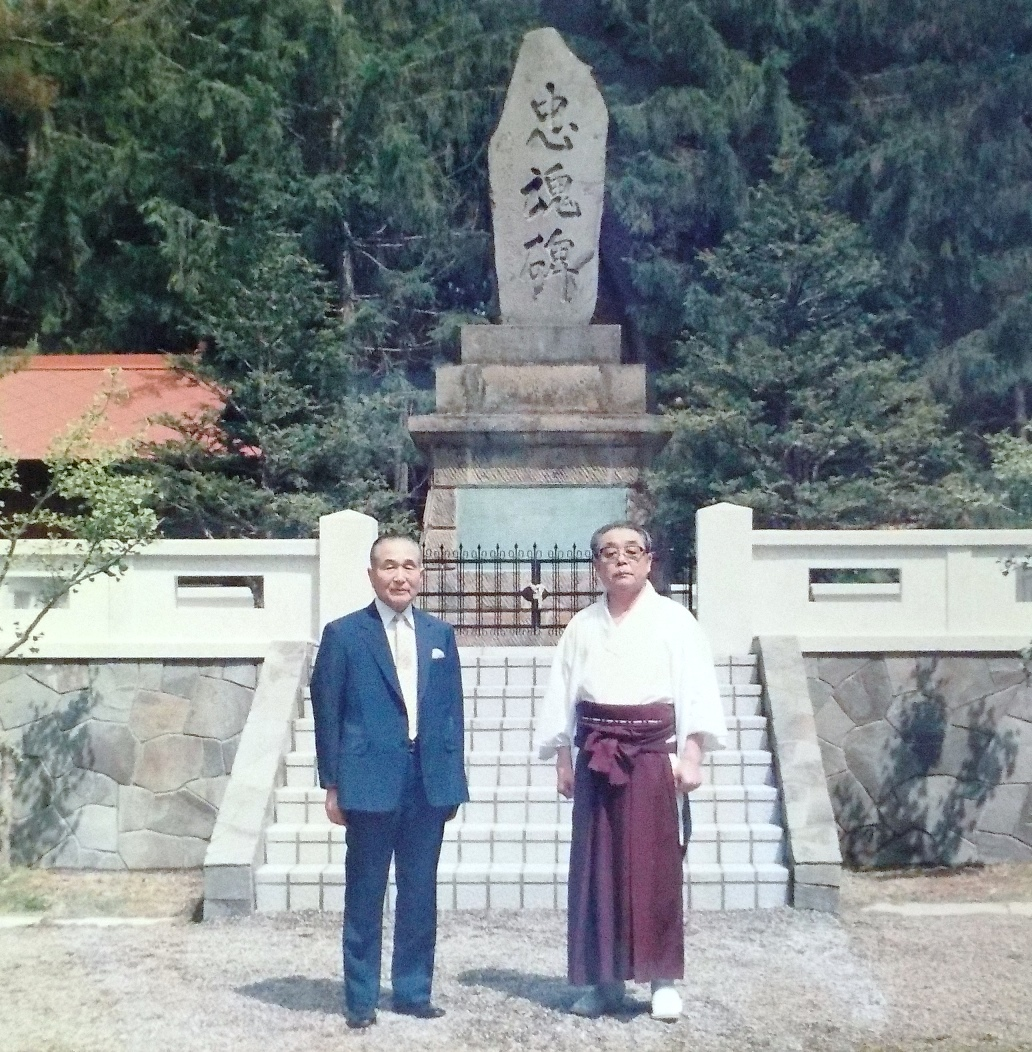
神徒会初代会長と第2代宮司

## 祭事・年中行事
- 1月1日：歳旦祭
- 1月初旬：新春神道護摩祭（吉田神道の三元十八神道護摩を模った行事）
- 1月15日：古神礼焼納祭、どんど焼き
- 1月下旬：厄除祭（1回目）
- 2月初旬：厄除祭（2回目）
- 2月11日：紀元祭
- 3月11日：国土平安祈願禊、東日本大震災物故者慰霊祭
- 3月下旬：護持会 通常総会
- 3月下旬～4月初旬：勧学祭（小学校入学奉告・ランドセル清祓の神事。但し対象児童がいる場合のみ斎行）
- 4月11日：聖徳太子御廟 遙拝式
- 5月頃：神徒会 定例総会、神徒会 合同祖霊祭
- 6月30日：夏越大祓式
- 7月初旬：夏季神道護摩祭（吉田神道の三元十八神道護摩を模った行事）
- 7月30日：明治天皇祭
- 8月上旬：太子講祭（聖徳太子神社例祭）
- 9月末頃：【例大祭1日目】宵宮祭、直会
- 9月末頃：【例大祭2日目】本祭（例祭）、神輿渡御（御旅所祭）、還御祭、直会
- 11月下旬：神宮大麻頒布始奉告祭、翌年頒布分の神札御守等遷霊入魂祭
- 12月1～30日頃：翌年の神札セット 氏子各戸訪問頒布
- 12月上旬：山神祭（留辺蘂町内各製材会社の、事務所神棚や、製材現場に築かれた祭壇などで執り行なわれる）
- 12月下旬：煤払い
- 12月31日：師走大祓式、除夜祭
- 不定期：禊祓行事（神道行法）、鎮魂行事（神道行法）
- 随時：神前結婚式、神葬祭、霊祭（納骨祭、正辰祭・式年祭・合祀祭など）

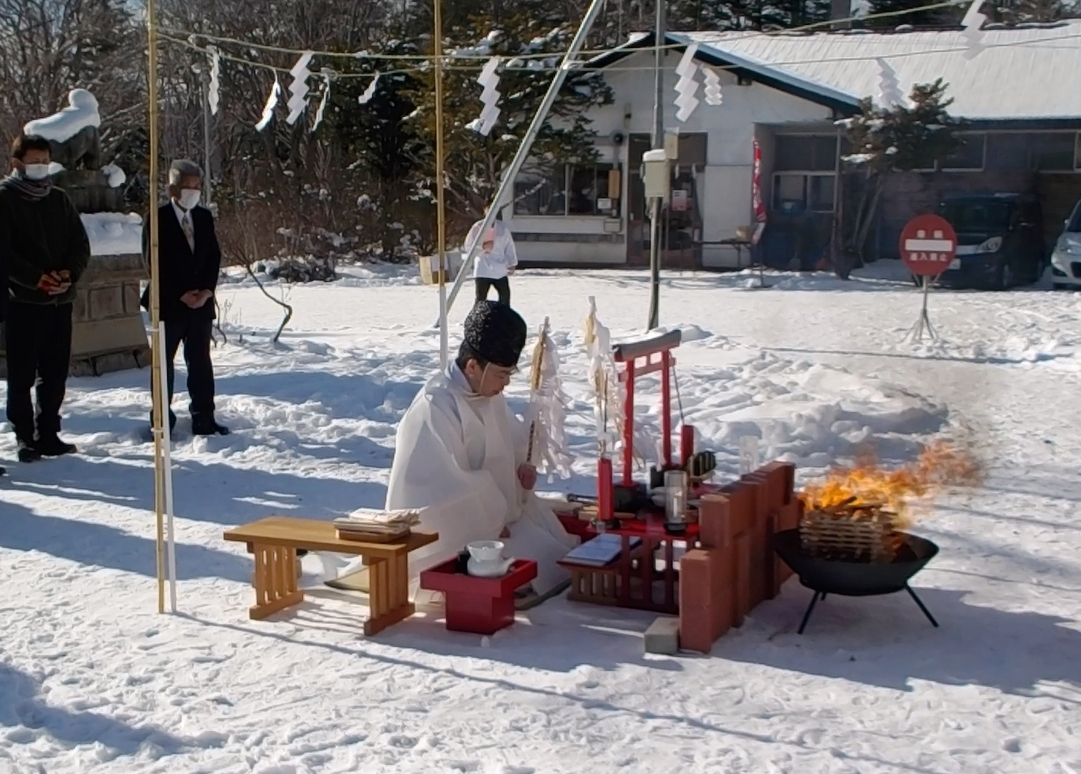
新春神道護摩祭
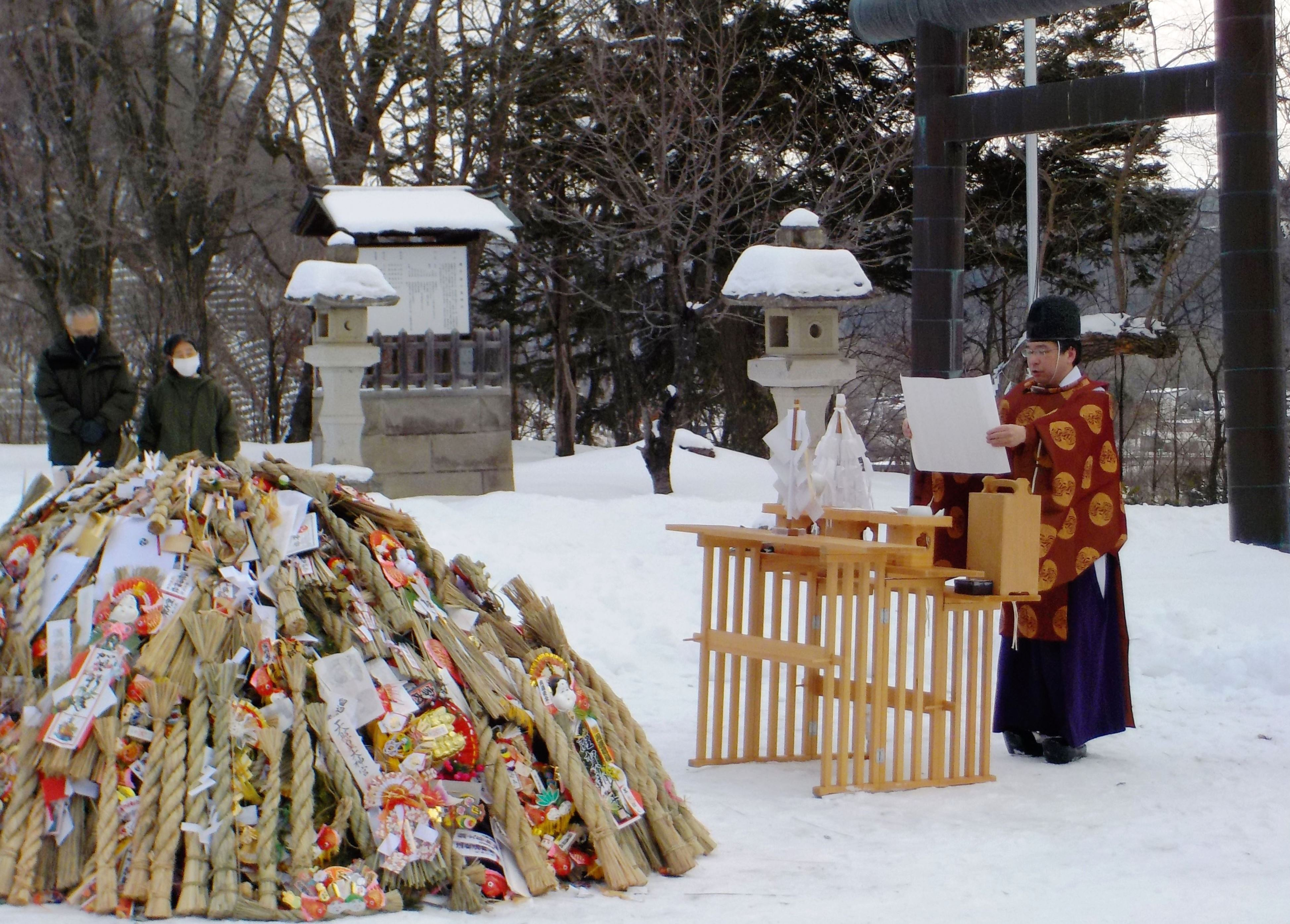
古神礼焼納祭
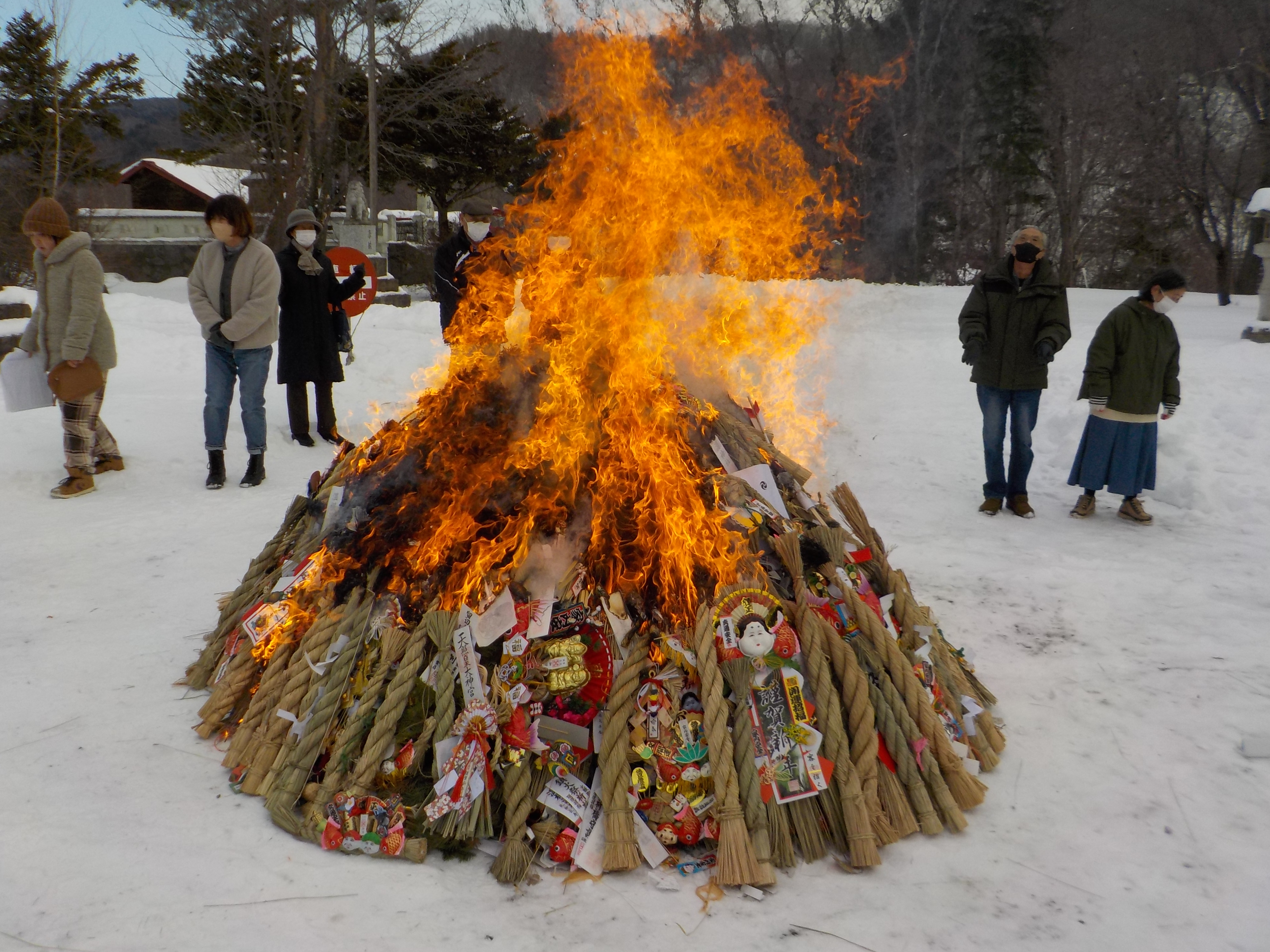
どんど焼き
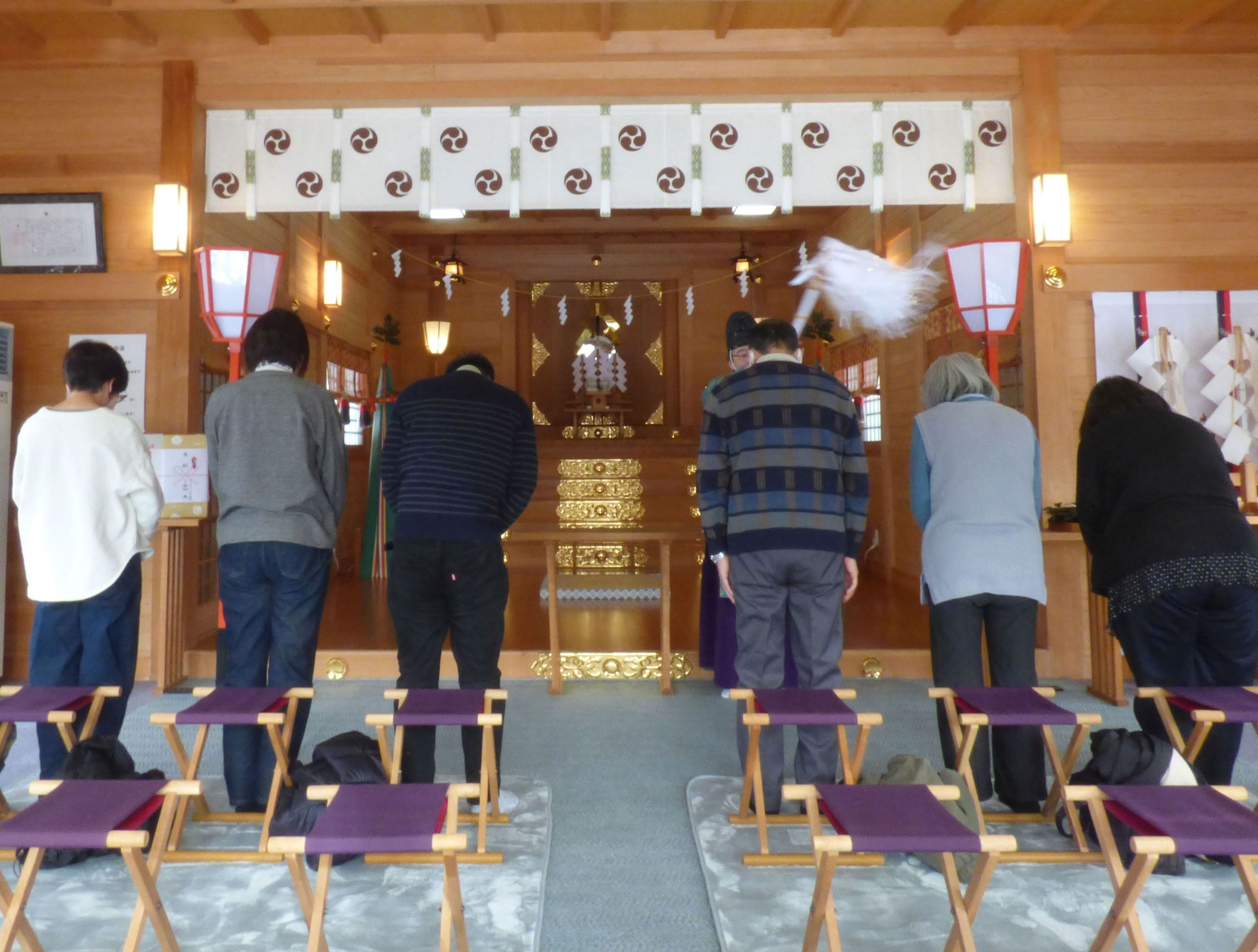
厄除祭
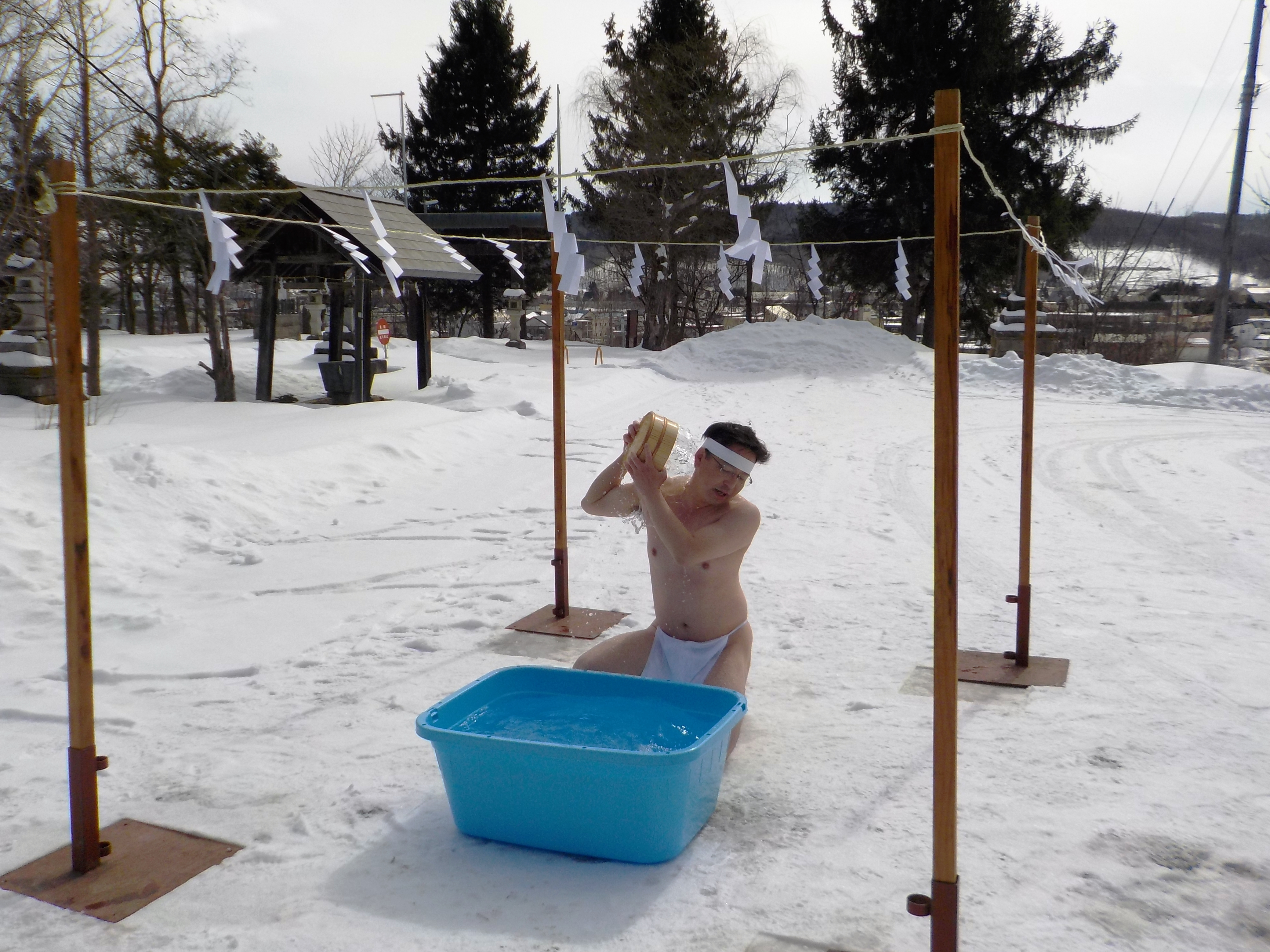
国土平安祈願禊
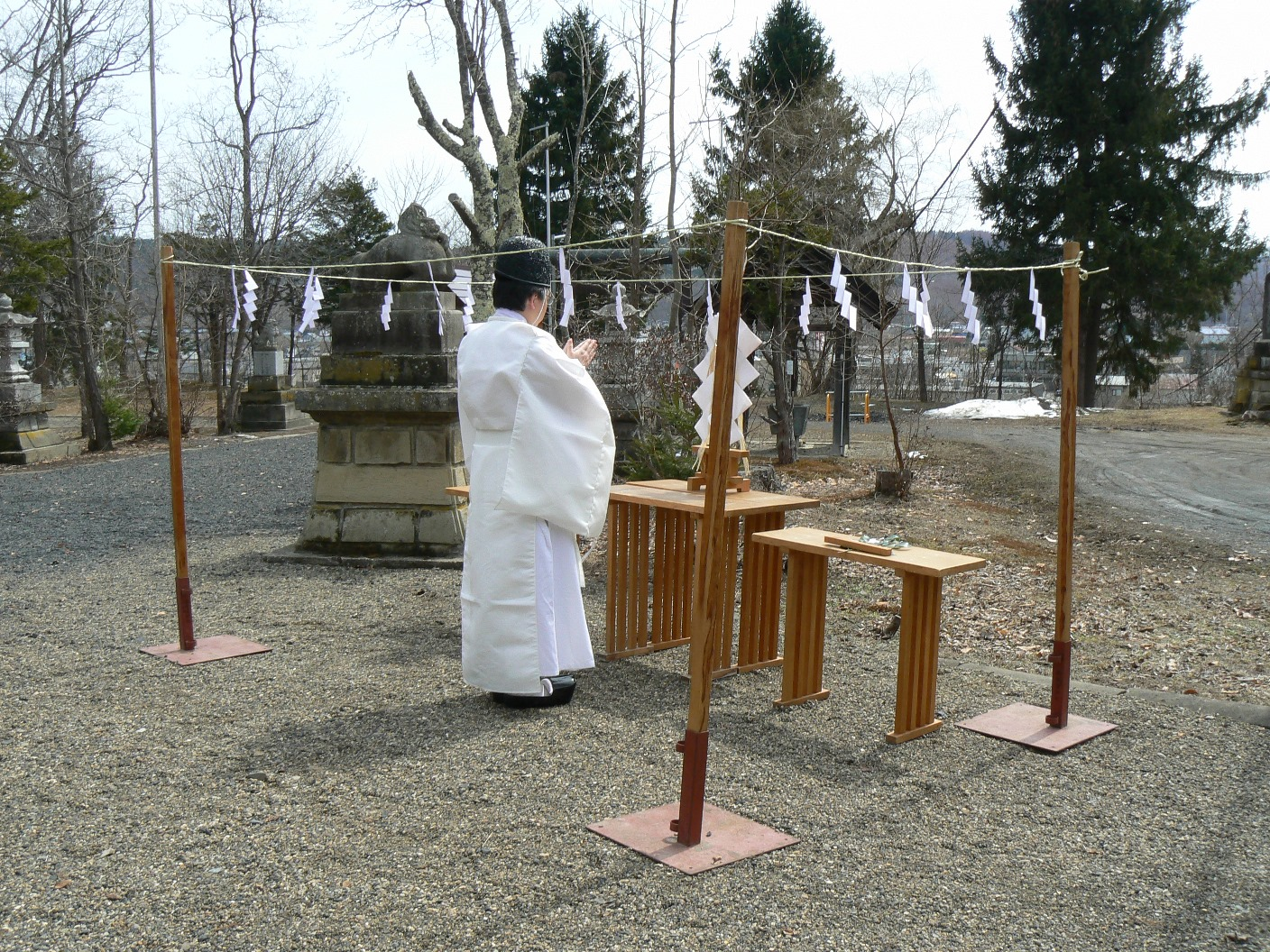
聖徳太子御廟 遙拝式
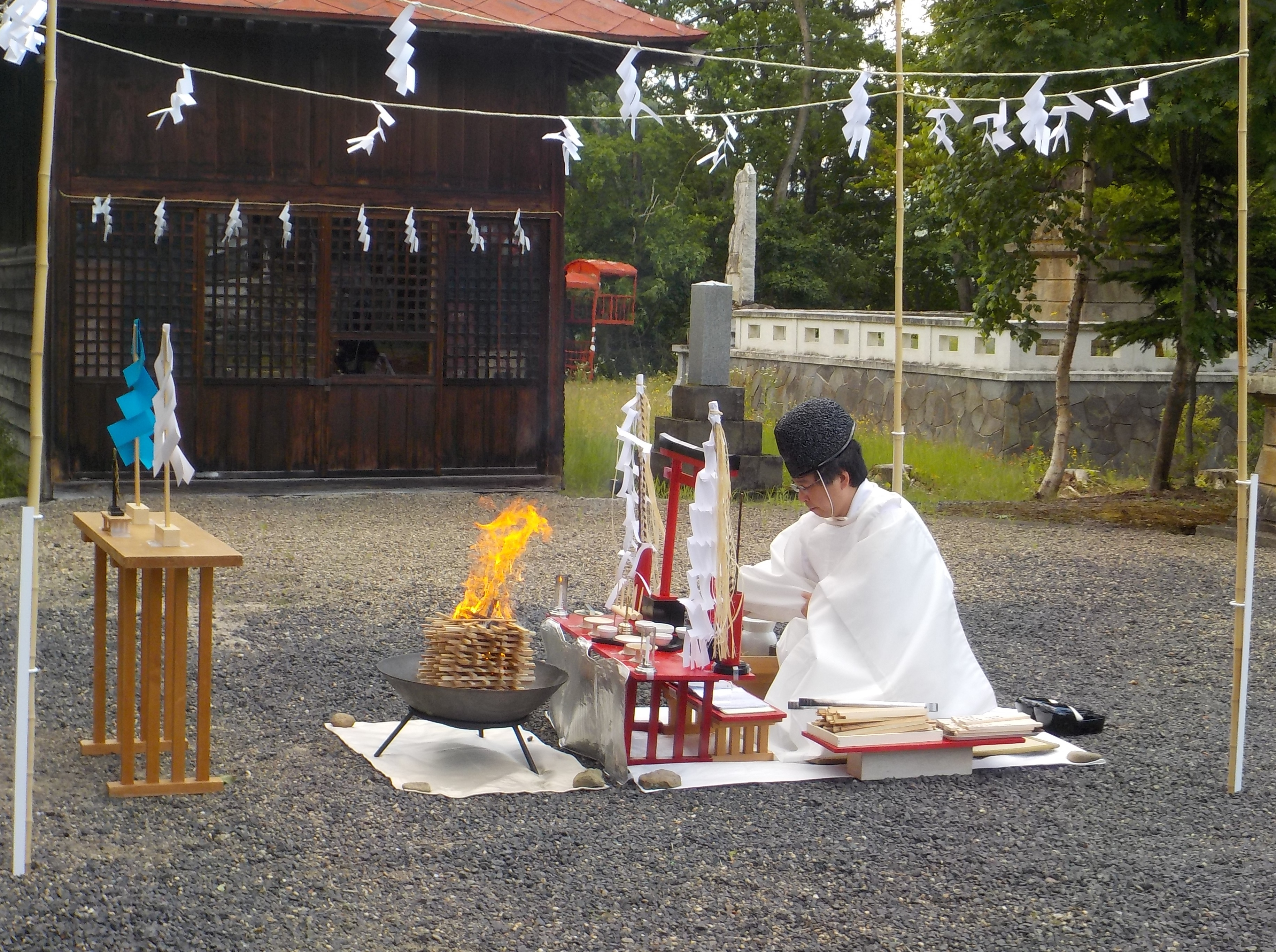
夏季神道護摩祭
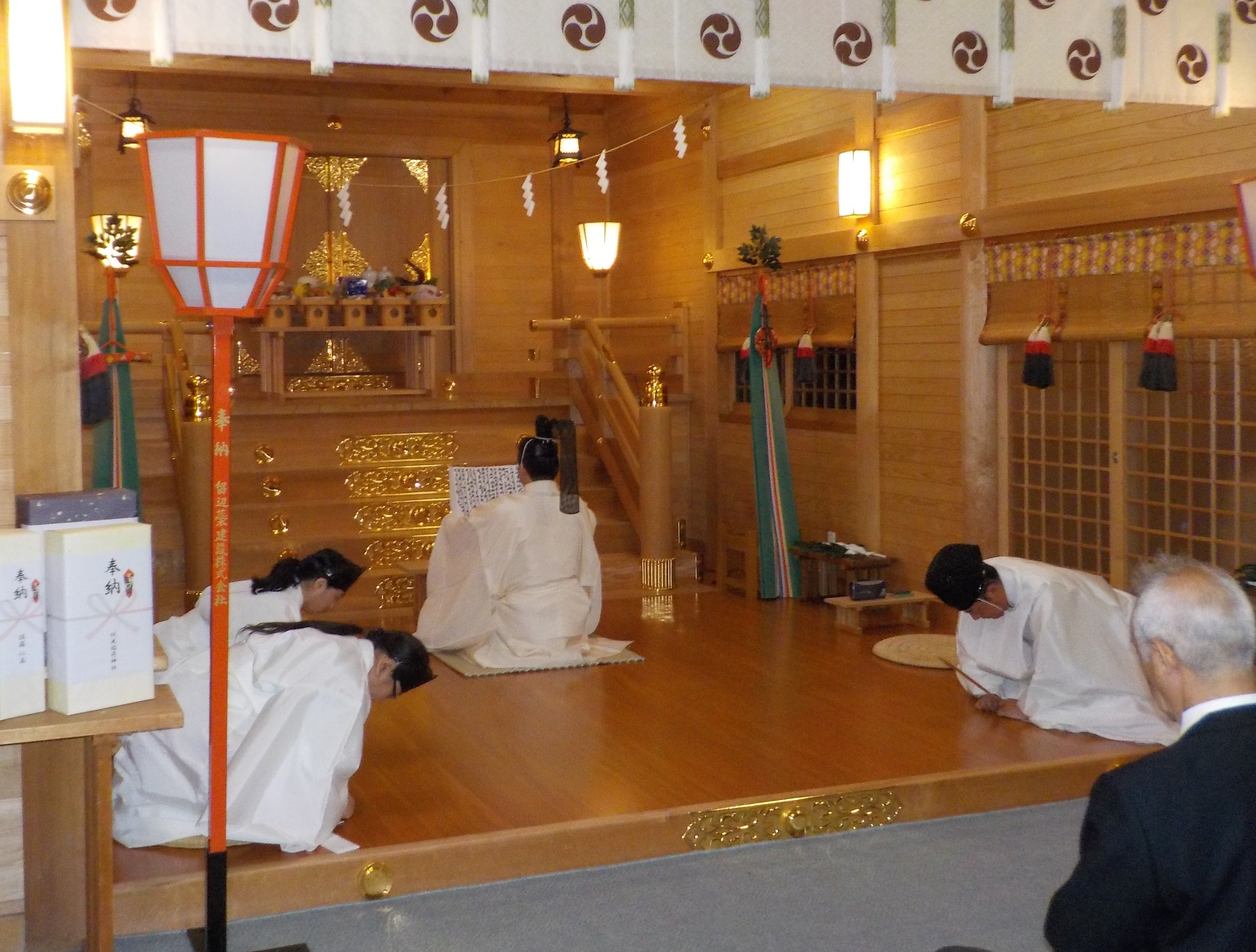
例大祭（宵宮祭）
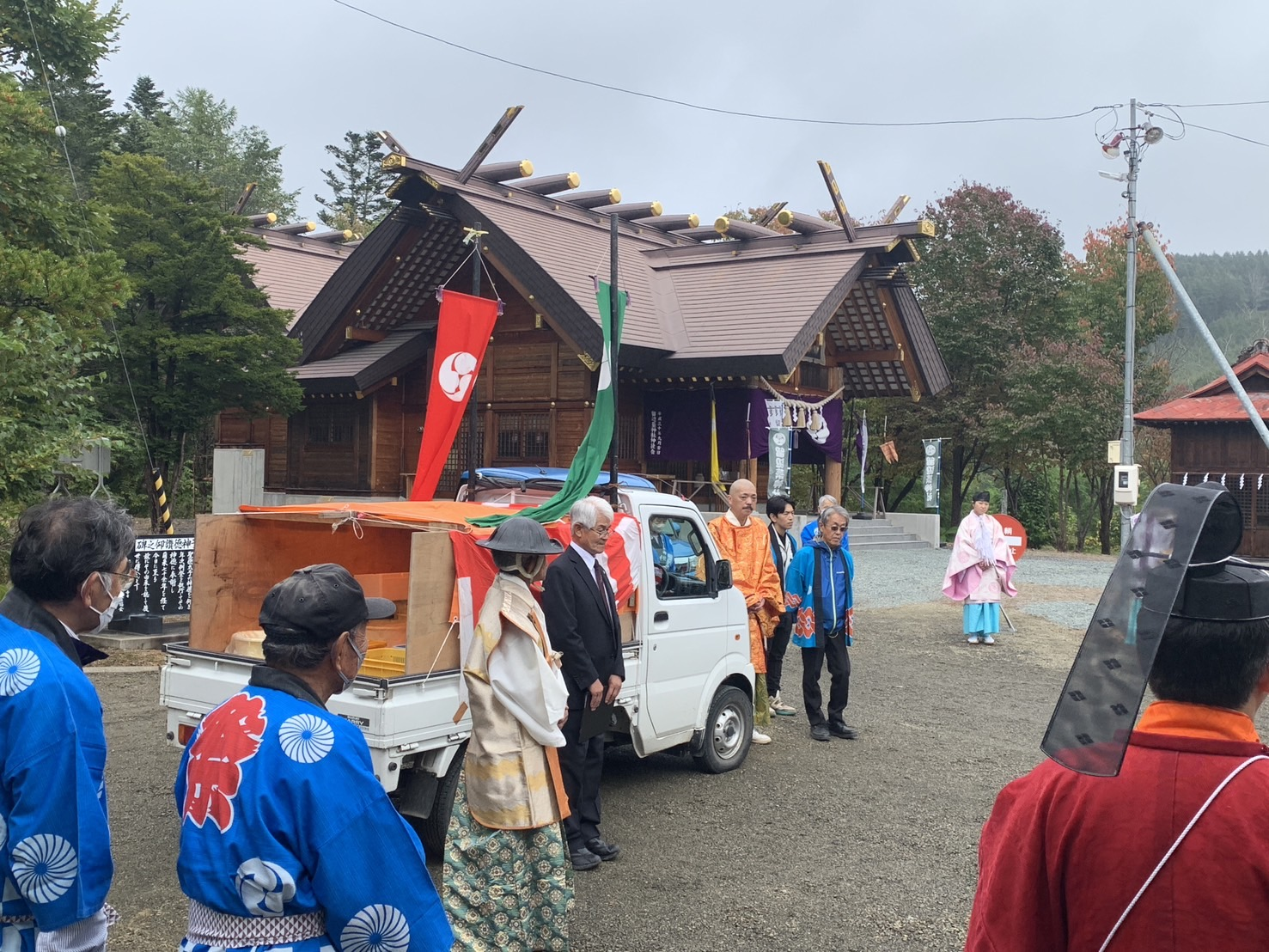
例大祭（御神輿出発式）
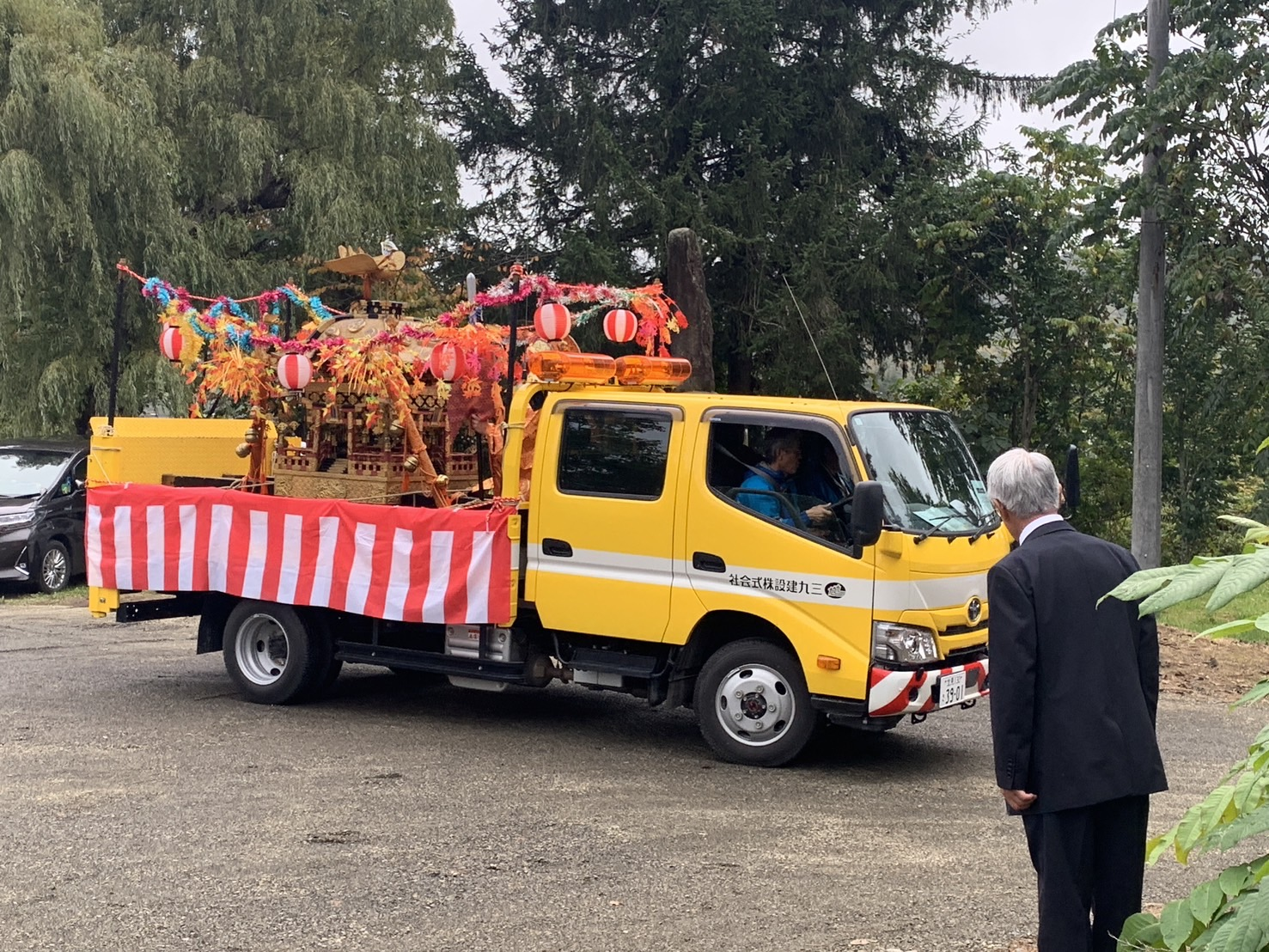
例大祭（神輿渡御）
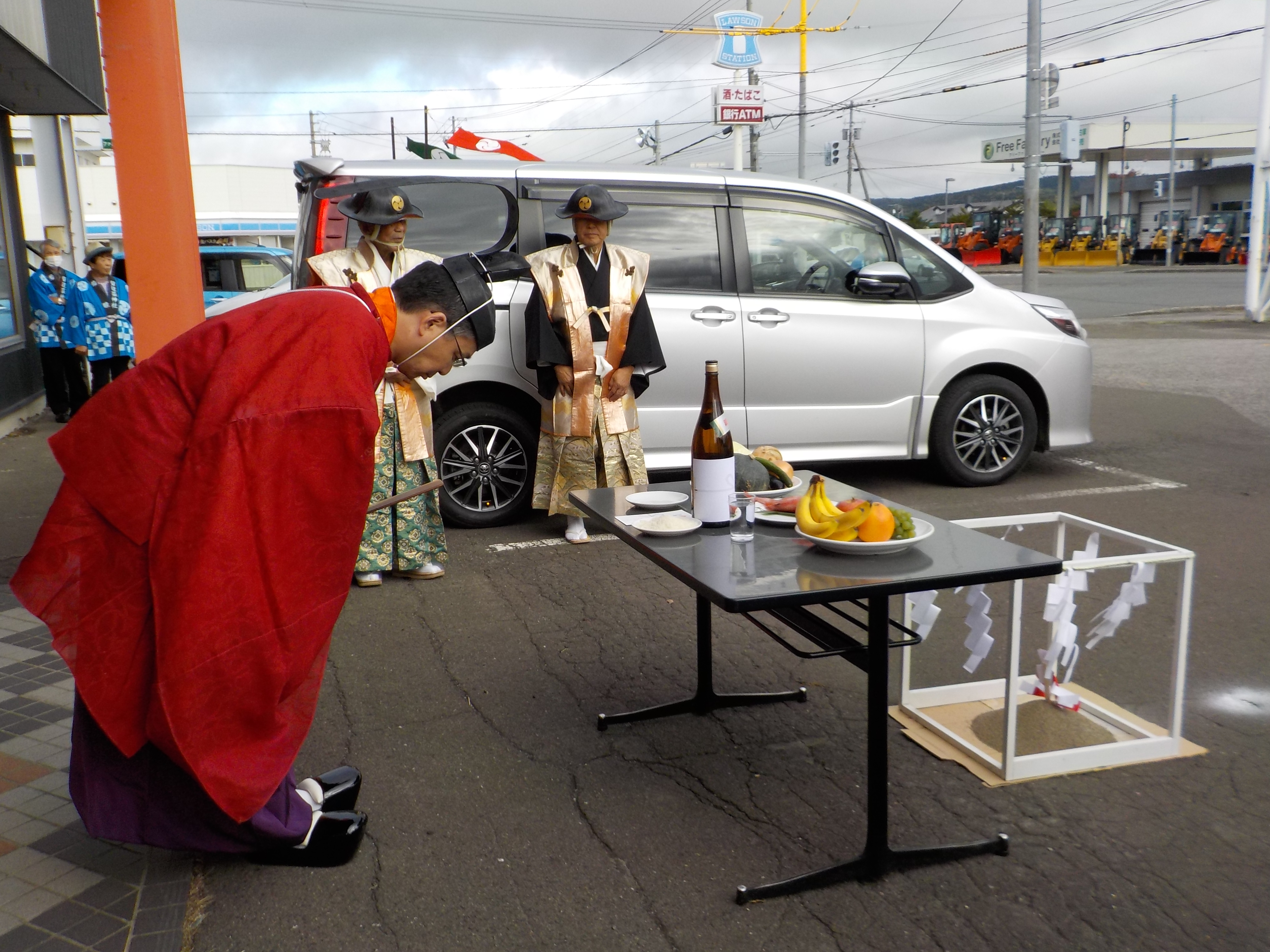
例大祭（御旅所祭）
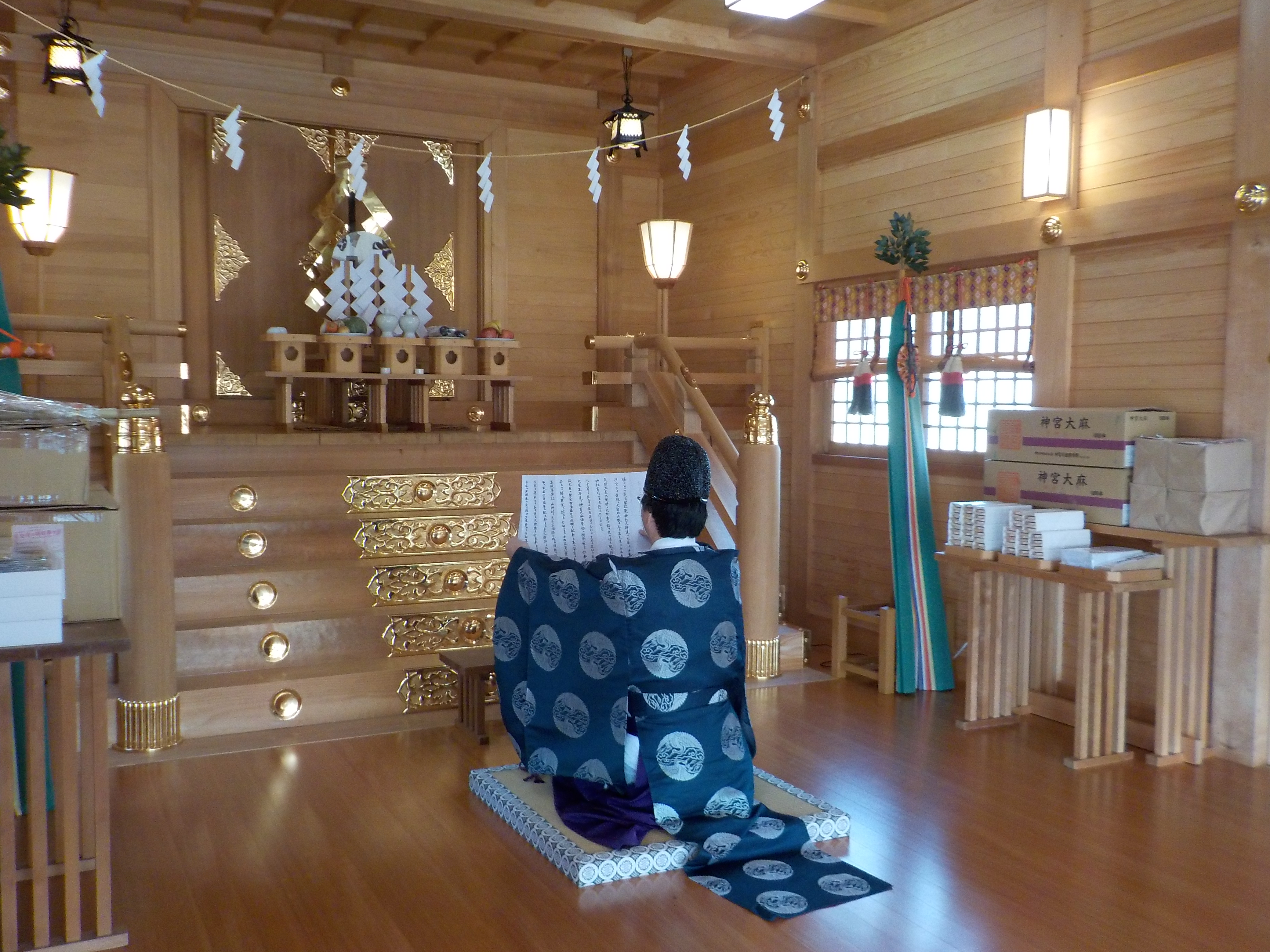
神宮大麻頒布始奉告祭
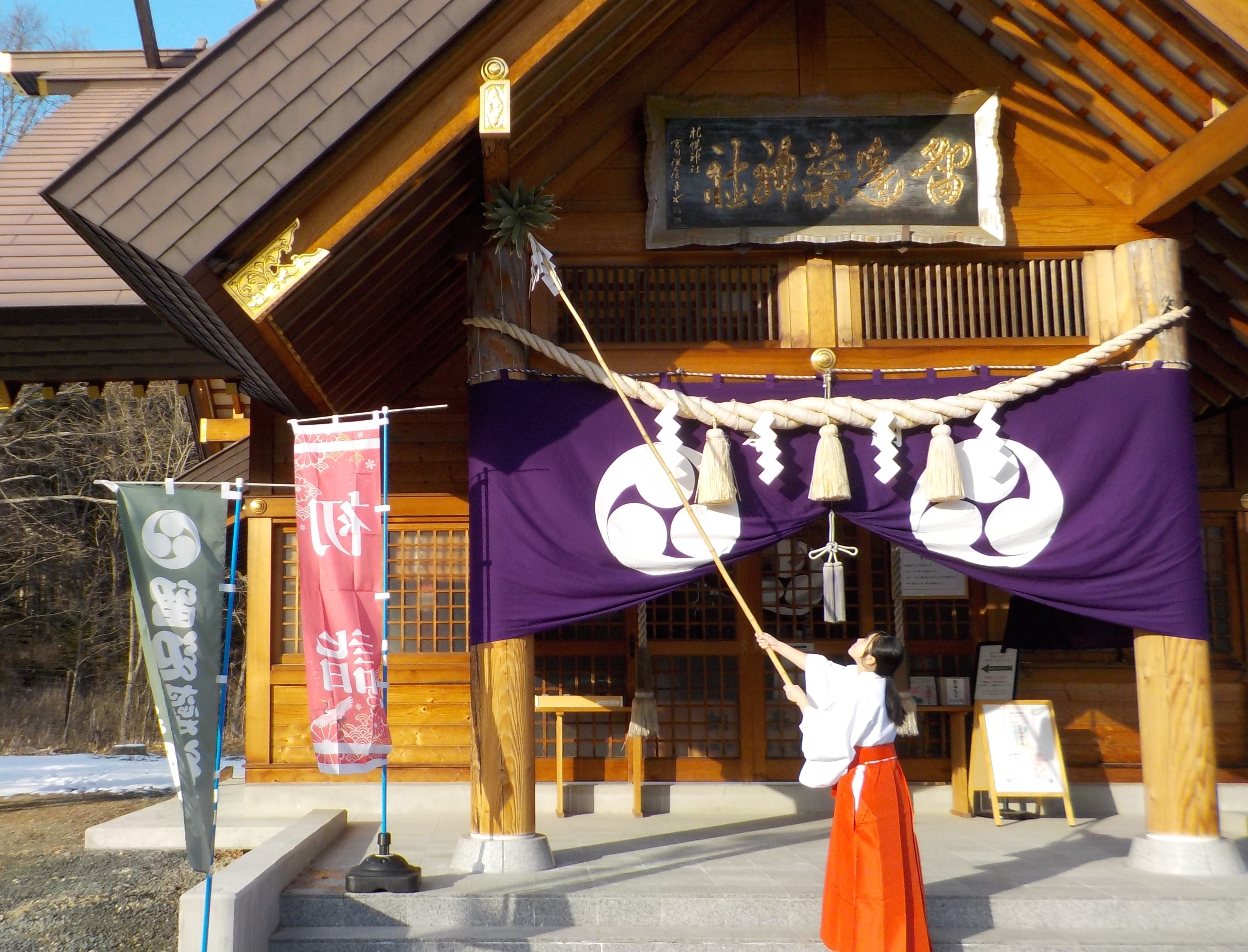
煤払い
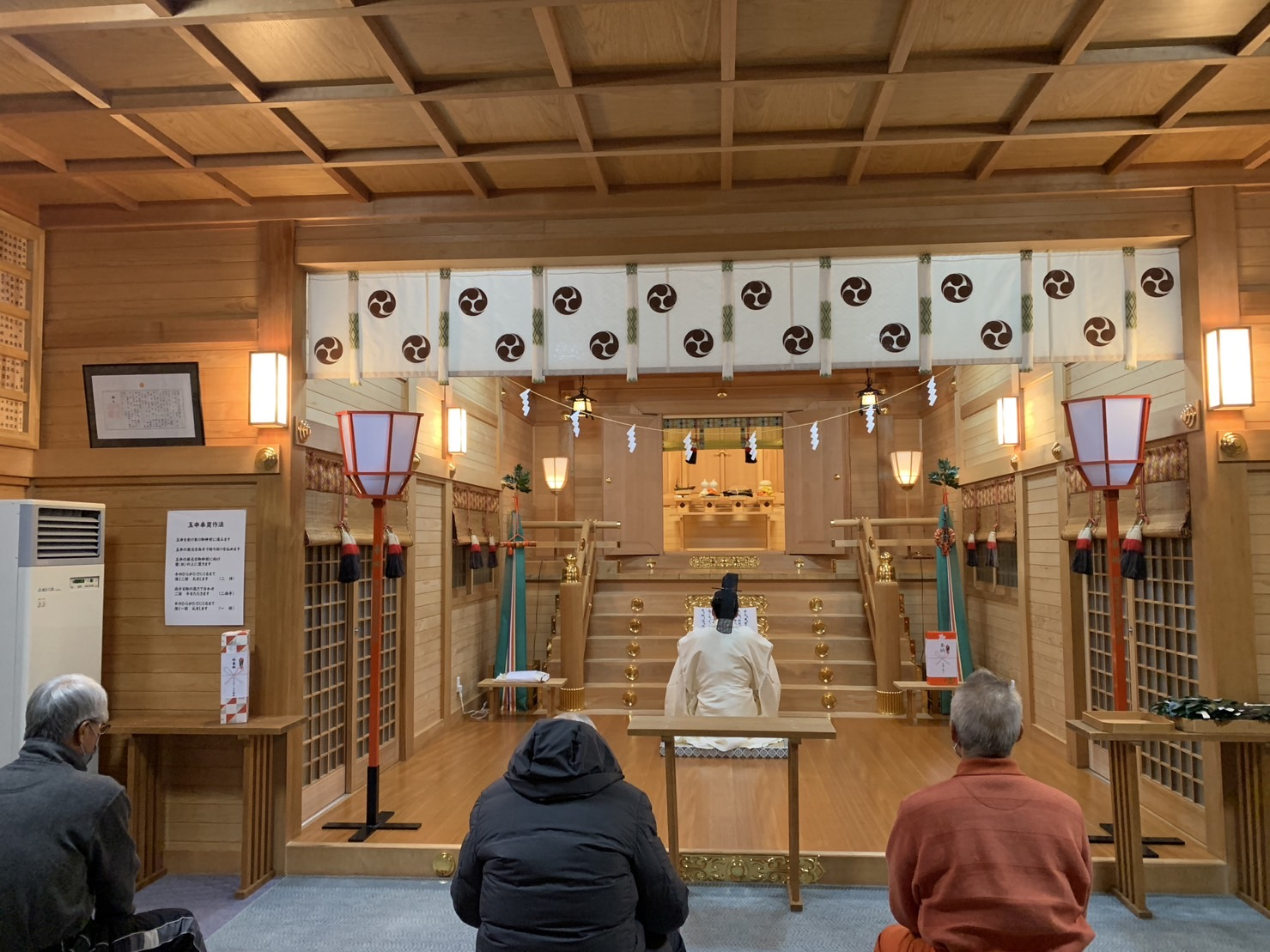
除夜祭
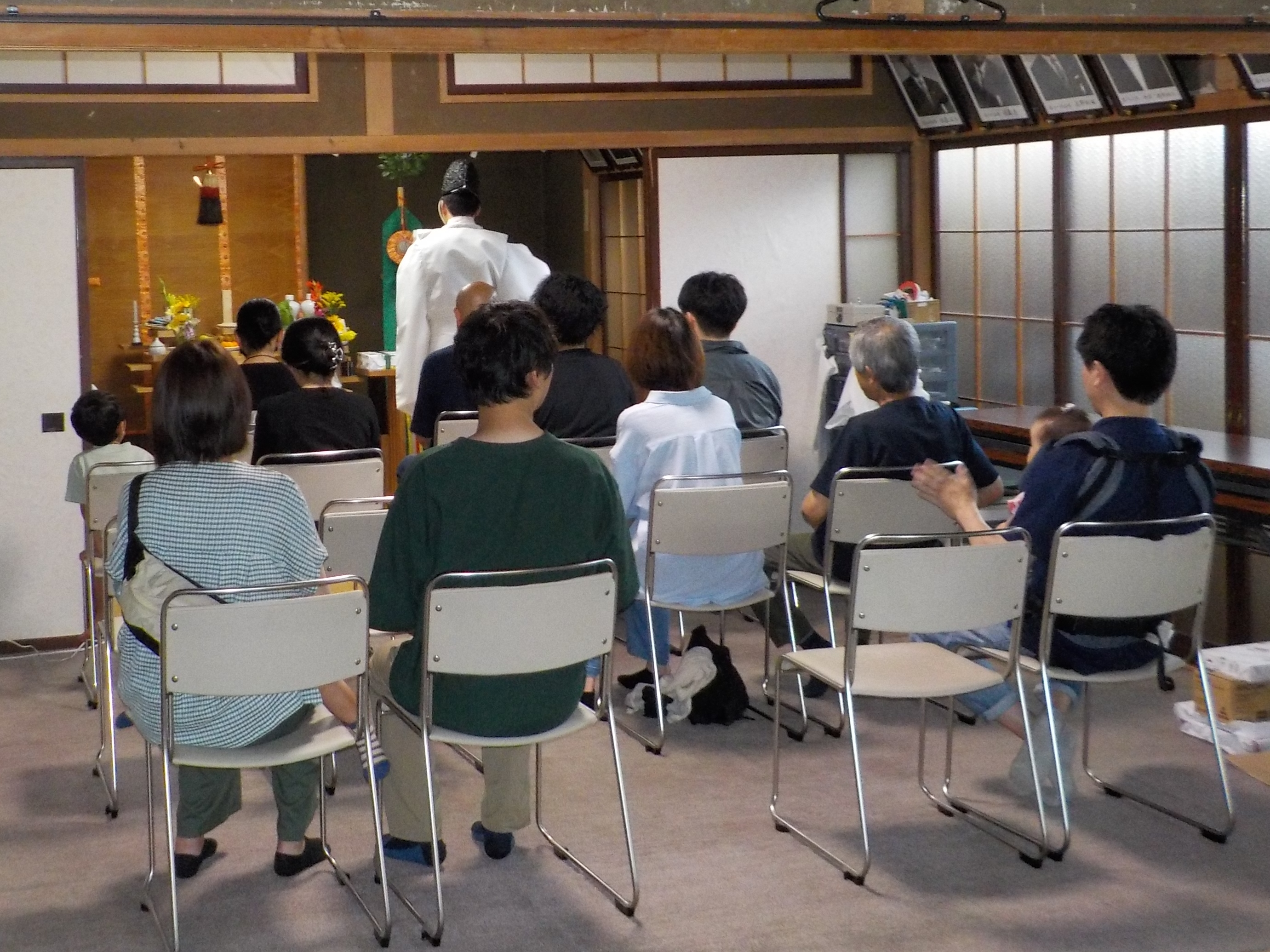
霊祭（不定期）

## 境内の施設
無加川（常呂川の支流でもある一級河川）を挟んで留辺蘂商工会館の対岸に、境内の正面出入口（歩行者専用となっている表参道の出入口）があり、平坦な砂利道となっているその参道を進むと、一の鳥居があり、鳥居を潜ると直ぐに石段がある。八十数段の石段を登り切ると二の鳥居があり、社殿・末社・神輿殿・手水舎・各種石碑・社務所など主要施設の多くはその二の鳥居の先にある。車道は、砂利道や石段が続く表参道とは別にあり、その車道を使う事で、車両等でも二の鳥居の先（社務所前）まで行く事が出来る。
社殿
神社の中心施設で「神殿」ともいう。現在の社殿は、老朽化した旧社殿を解体した上で同地に2004年（平成16年）に再建されたもので、建築様式は神明造。
社殿最奥部に位置し祭神が祀られている「本殿」、その手前に位置し祭典に参列する人々が着席等する「拝殿」、本殿と拝殿の間に位置し両殿を連絡する「幣殿」、これら3棟が連なって「社殿」として事質一体化した殿舎となっている。
本殿内は外陣（手前側）と内陣（奥側）に分かれており、祭神の鎮まる内陣は、3座に分かれている。
聖徳太子神社
留辺蘂神社よりも古い起源を持つ、境内末社。社殿に向かって、社殿の左隣に位置する小祠で、聖徳太子を祀っている。その手前には、聖徳太子神社専用の鳥居や手水鉢も設置されている。
手水舎
地面に接地されている手水鉢を上から覆うように、4本の柱で三角屋根と天井を支えている、壁の無い殿舎（神社の手水舎としては最も一般的な形態）。
参拝者が参拝に先立って手水を行なう施設であり、2004年（平成16年）10月からは流水の元栓が閉められ長らく使用不可となっていたが、2024年（令和6年）5月より、約20年ぶりに使用可能状態に復された。但し冬期は、水道管凍結のため使用不可。
神輿殿
社殿に向かって、社殿の右隣に位置する殿舎で、御神輿やその関係の祭具・道具等が収納されている。
明治天皇碑
留辺蘂神社発祥の地（聖徳太子神社鳥居の直ぐ先）に建つ。明治天皇崩御に対しての哀悼の遙拝碑として、1912年（大正元年）に建立され、1936年（昭和11年）に再建された。
御大典記念碑
1928年（昭和3年）に昭和天皇の御大典（即位の礼）が執り行なわれた事を奉祝して、同年建立された。
地神碑（五柱石碑）
昭和天皇御大典記念として、中野菊松・池田善太朗などにより1928年（昭和3年）に建立された、角柱の地神碑。天照大御神、大己貴大神、稲倉魂大神、埴安姫大神、少名彦那大神の5柱の神名が刻字されている。
謝恩植樹碑
北海道厚経木開発60周年に当って樹霊に対して感謝の意を表するため、全国経木折箱連合植樹会・北海道厚経木協同組合・全国厚経木問屋組合・全国折箱連合会によって1966年（昭和41年）に建立された。
忠魂碑
日清戦争及び日露戦争で戦病没した英霊を顕彰するため、1920年（大正9）年に6名が発起人となって建立を図り、翌年に着工・竣工された。碑文は陸軍少将 富塚貞一郎が揮毫した。
平和祈念碑
忠魂碑と同じ基礎（土台）の上に、英霊にこたえる会留辺蘂支部と留辺蘂町遺族会によって、1995年（平成7年）に建立された。
留辺蘂営林署殉職者慰霊碑
温根湯森林鉄道での衝突事故により殉職された人々の慰霊碑として、1940年（昭和15年）に営林署の敷地内に建立され、昭和30年に留辺蘂神社境内に移設された。
荒木大人之碑
留辺蘂神社初代宮司の顕彰碑。生涯独身を通し、宮司退任後は亡くなるまで高齢者施設で過した、初代宮司の不遇であった晩年を哀れんで、初代宮司死去翌年の1964年（昭和39年）に建立された。
社務所
神社の事務所。祖霊殿（神徒会会員の先祖を祀る）や職舎（宮司一家の住居）も兼ねている。

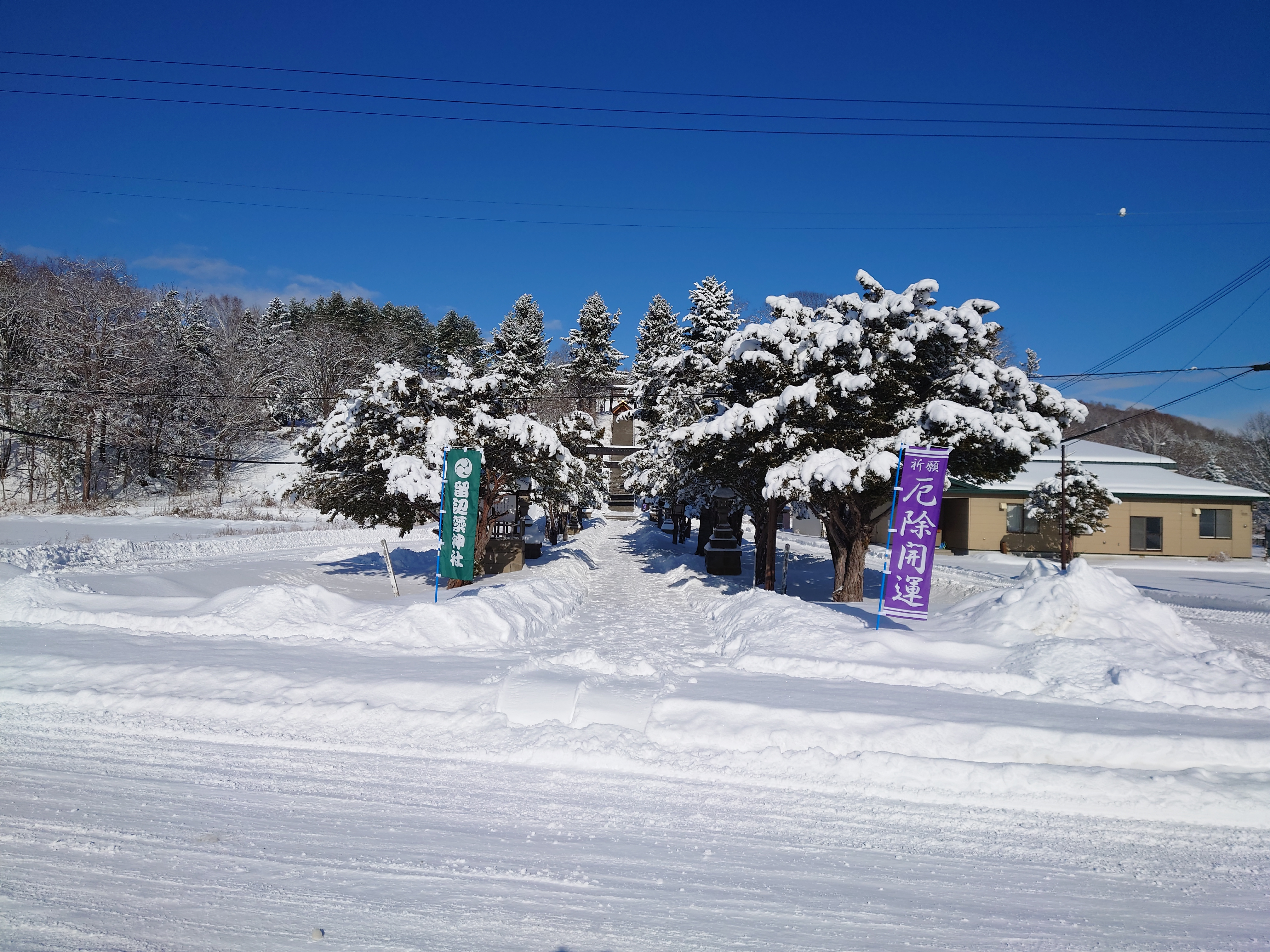
留辺蘂神社 参道出入口
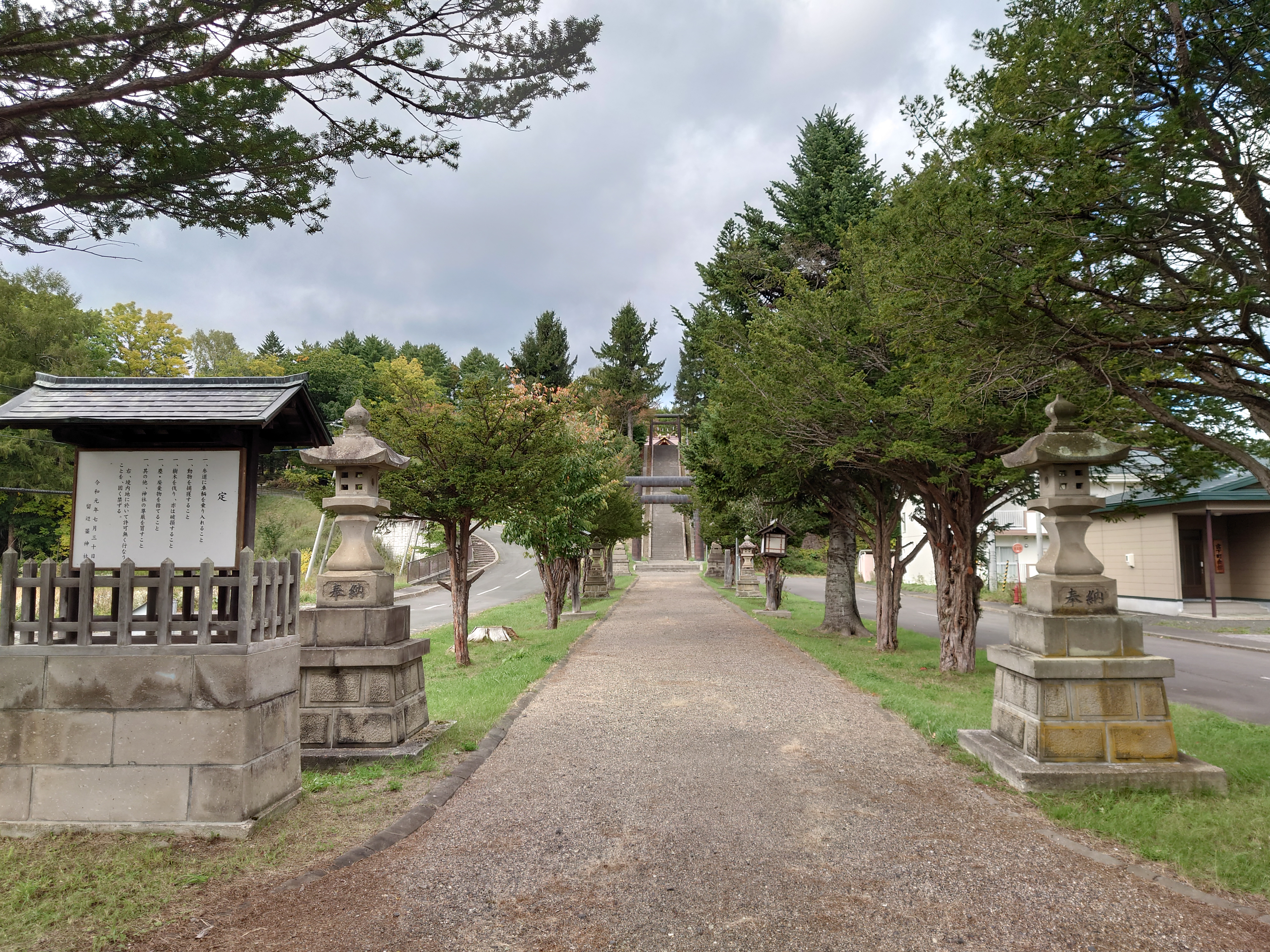
留辺蘂神社 参道
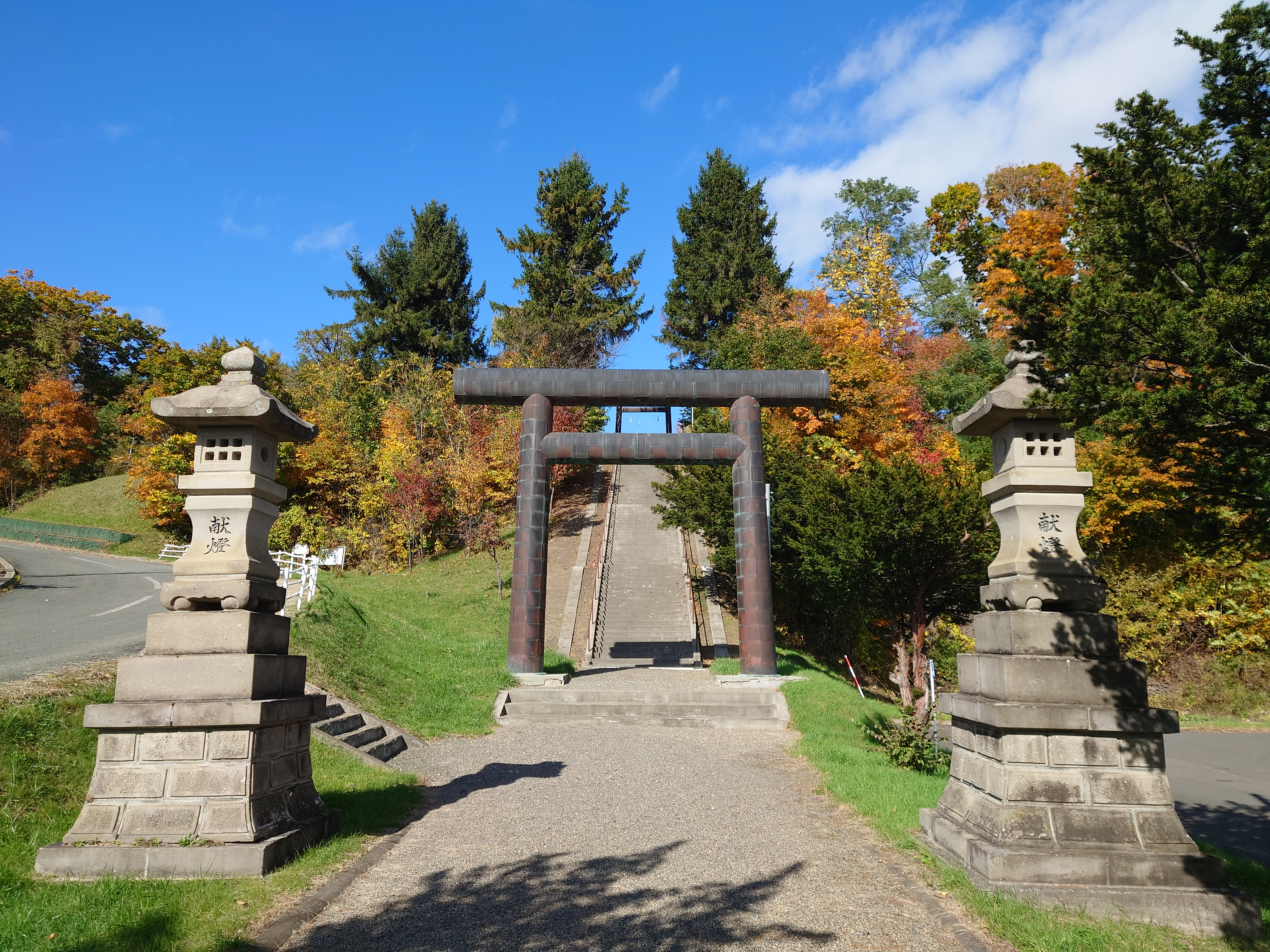
留辺蘂神社 一の鳥居
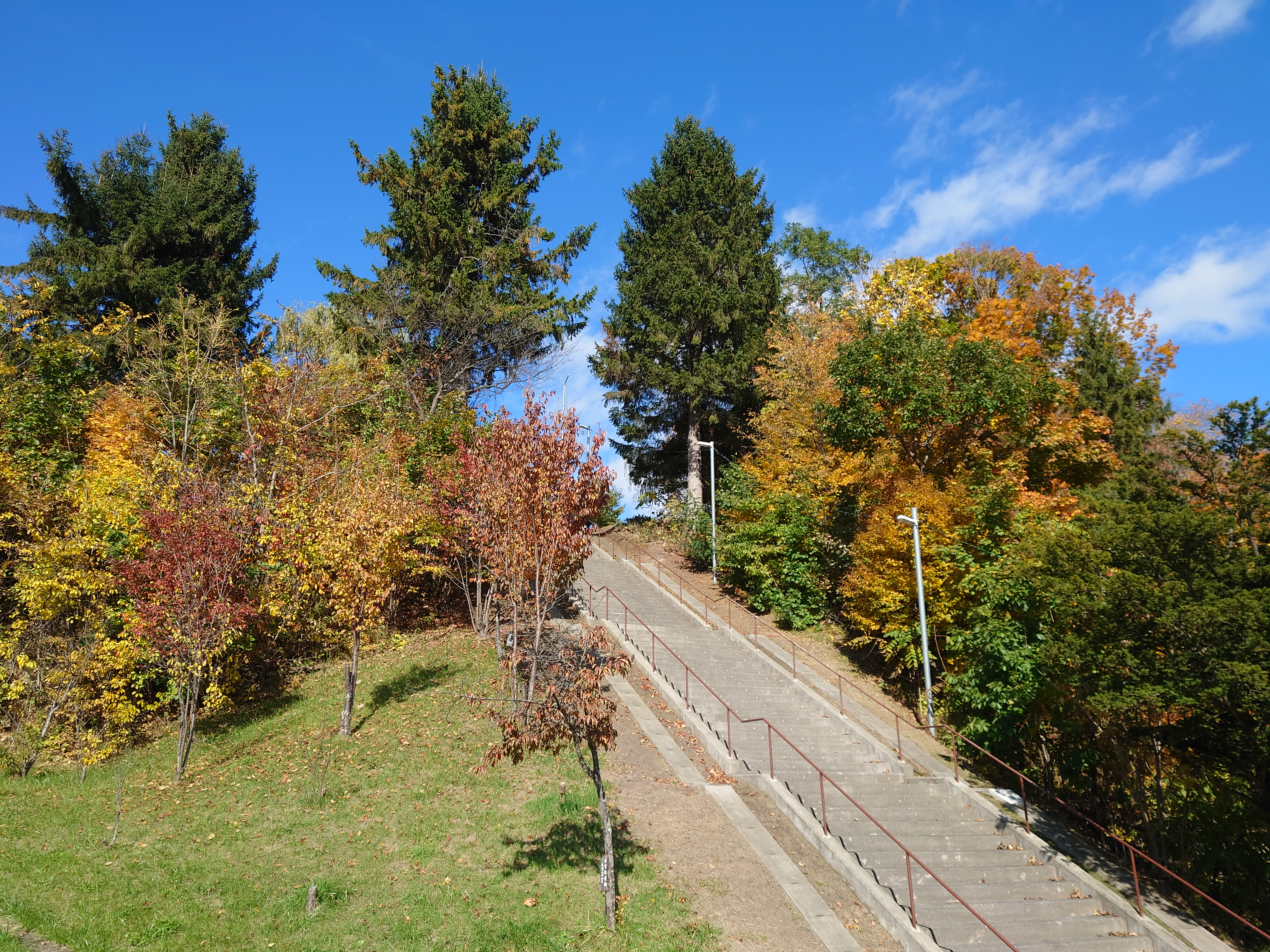
留辺蘂神社 石段
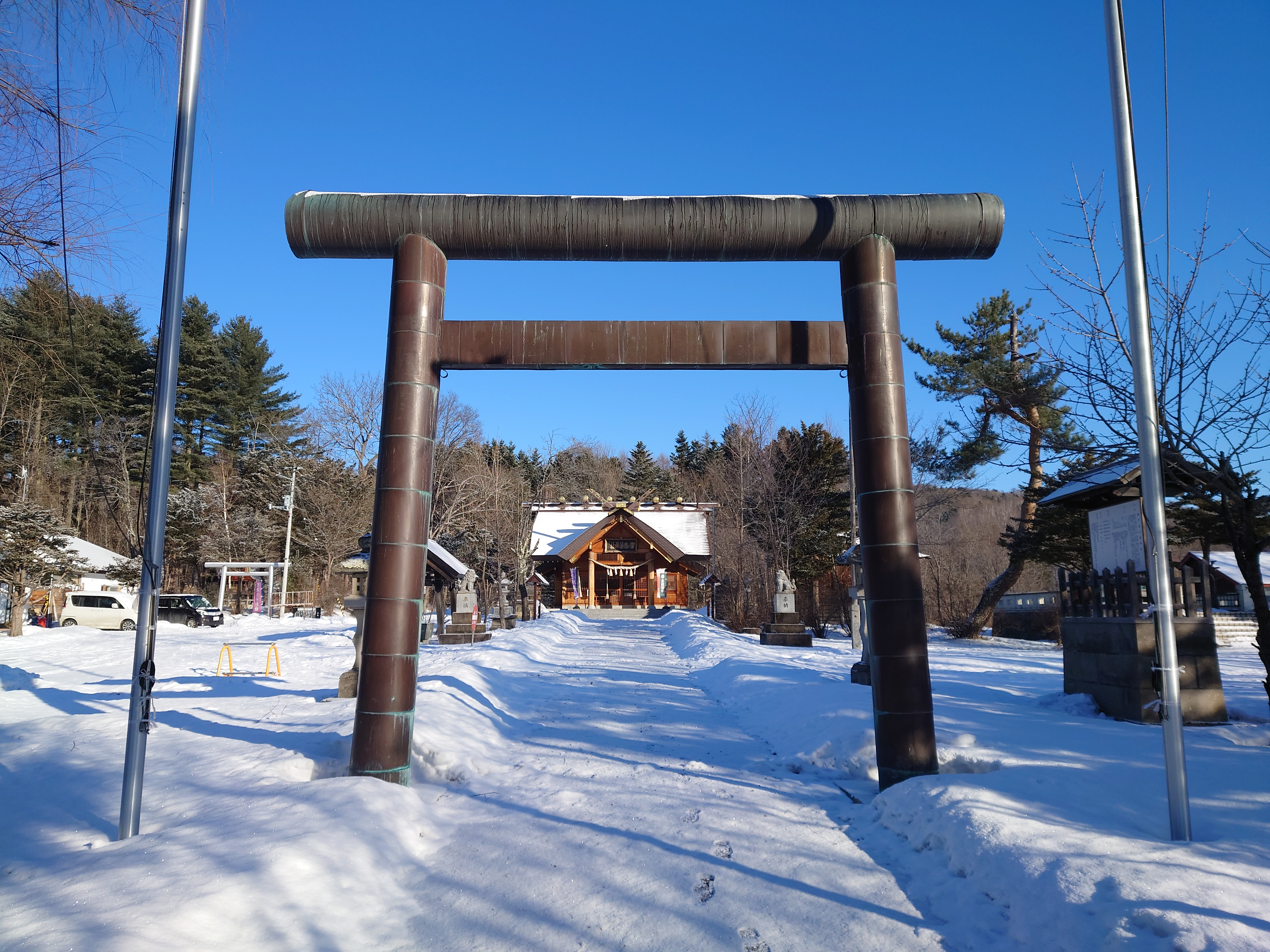
留辺蘂神社 二の鳥居
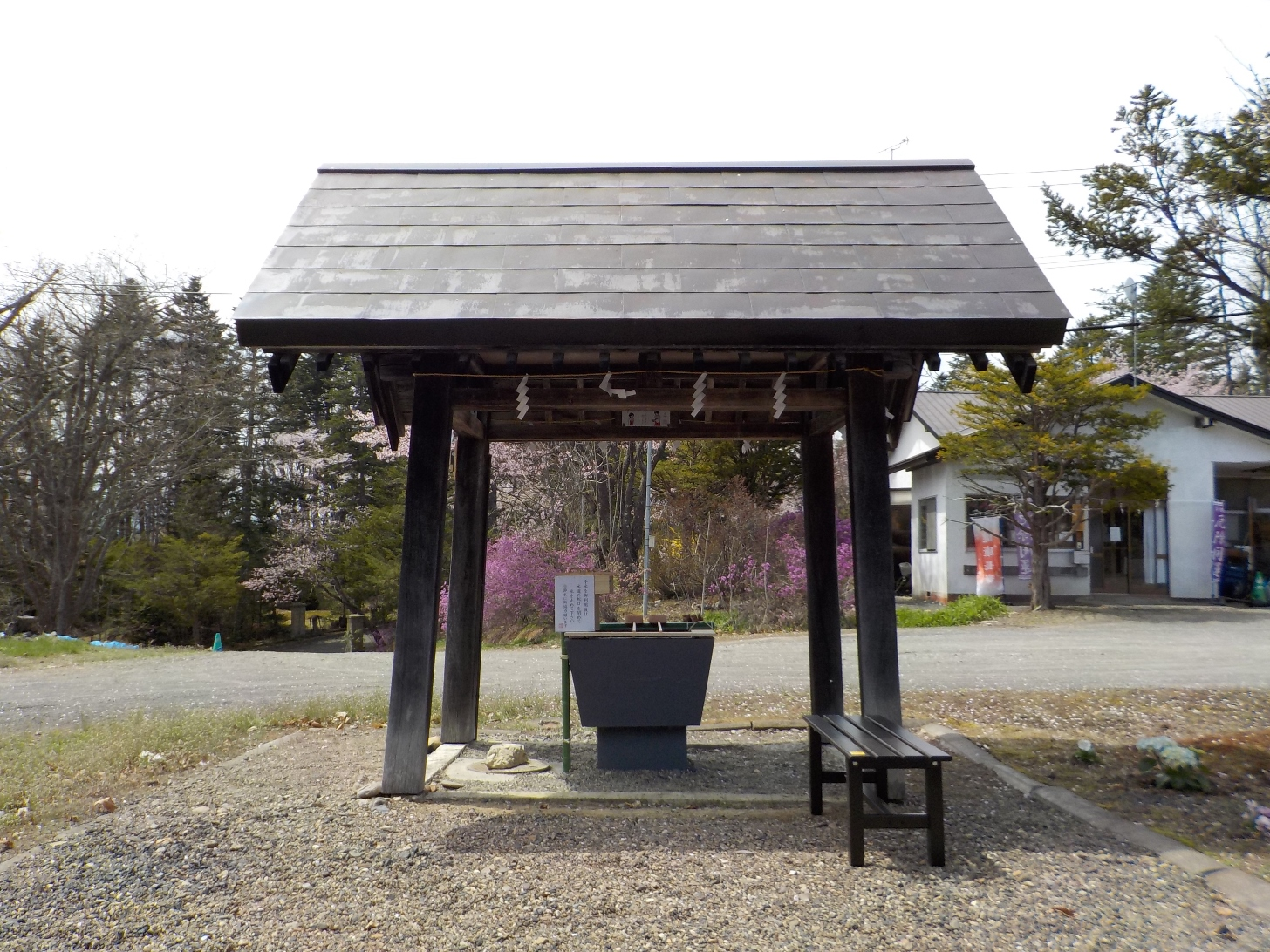
留辺蘂神社 手水舎
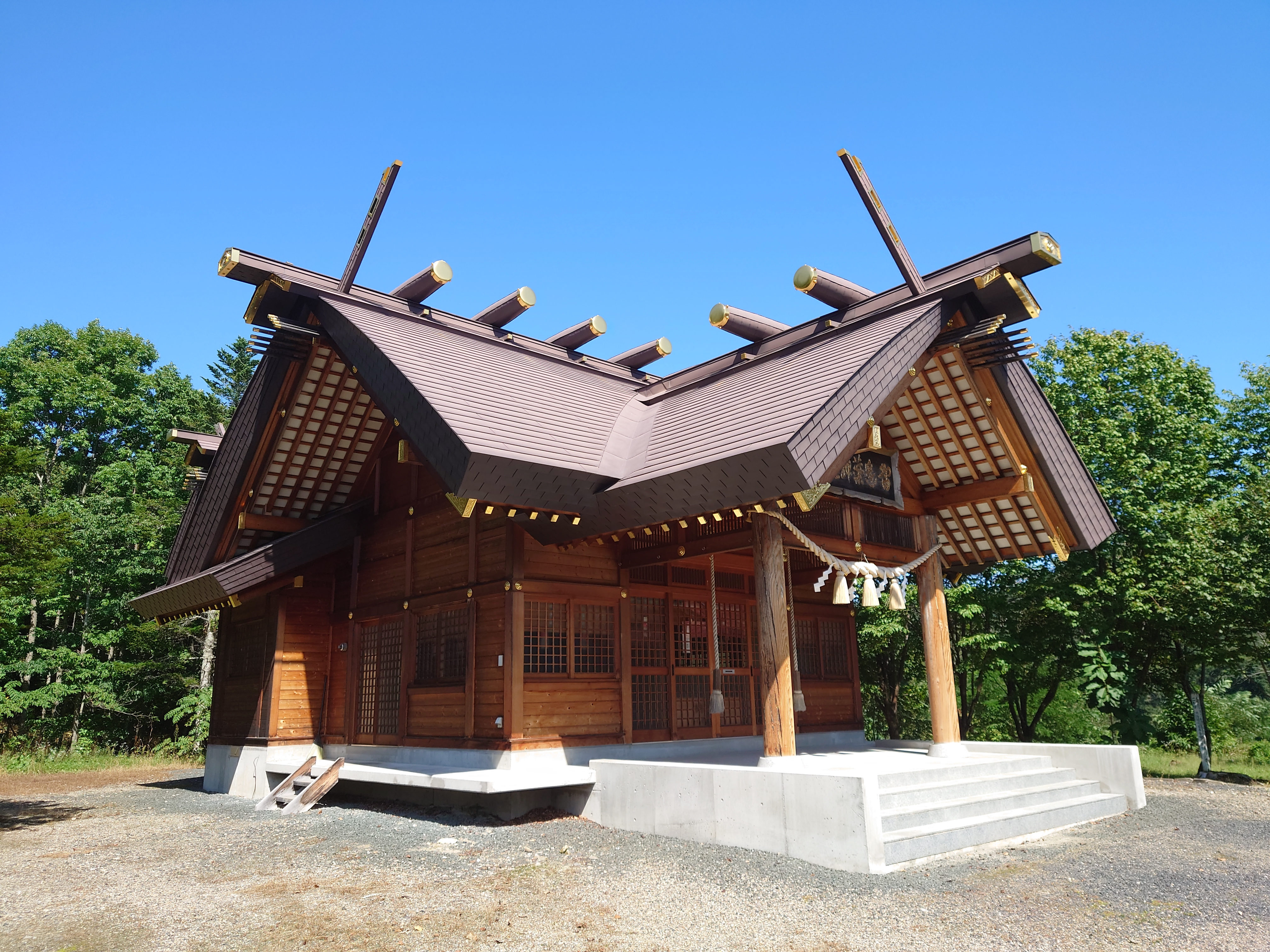
留辺蘂神社 拝殿
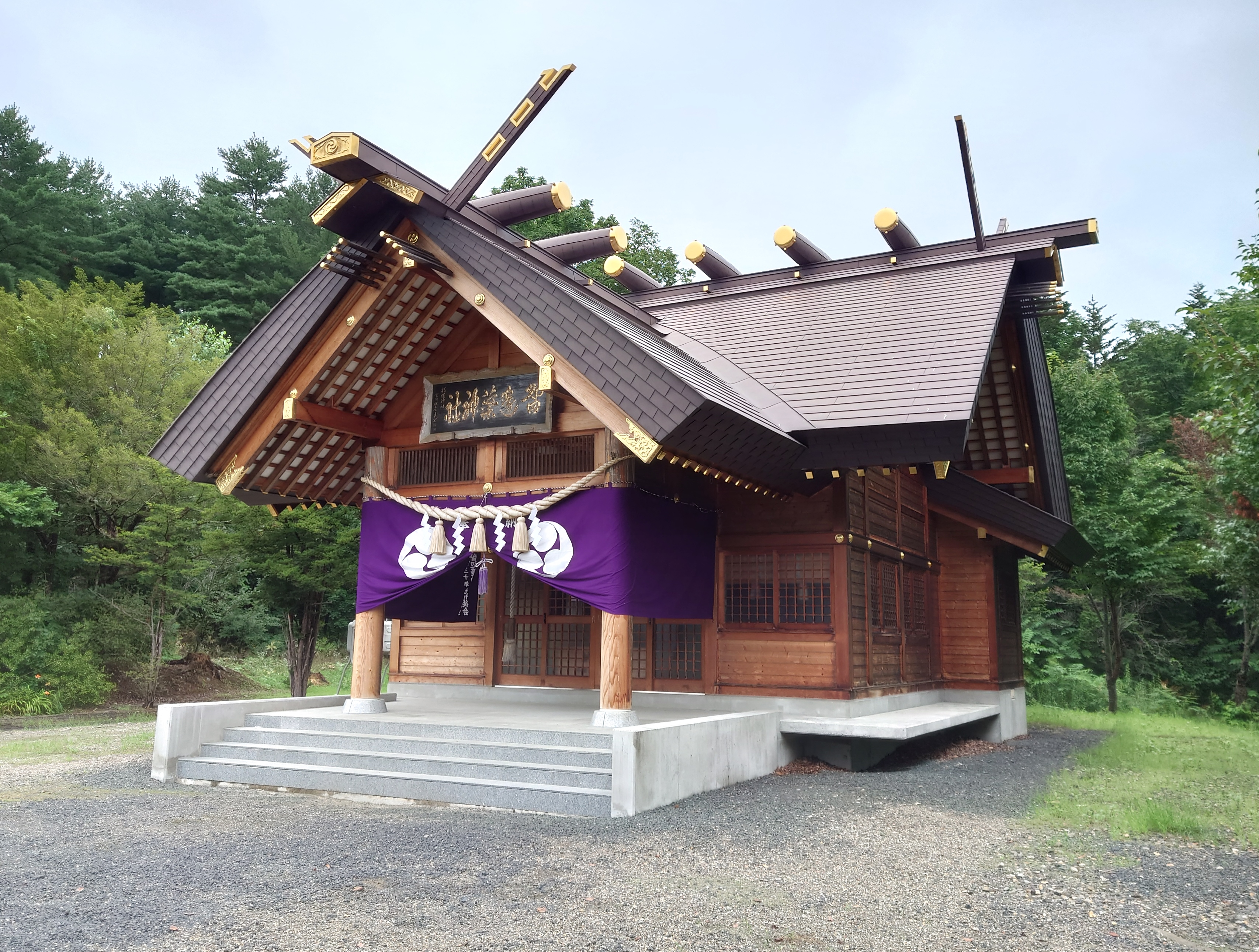
留辺蘂神社 拝殿
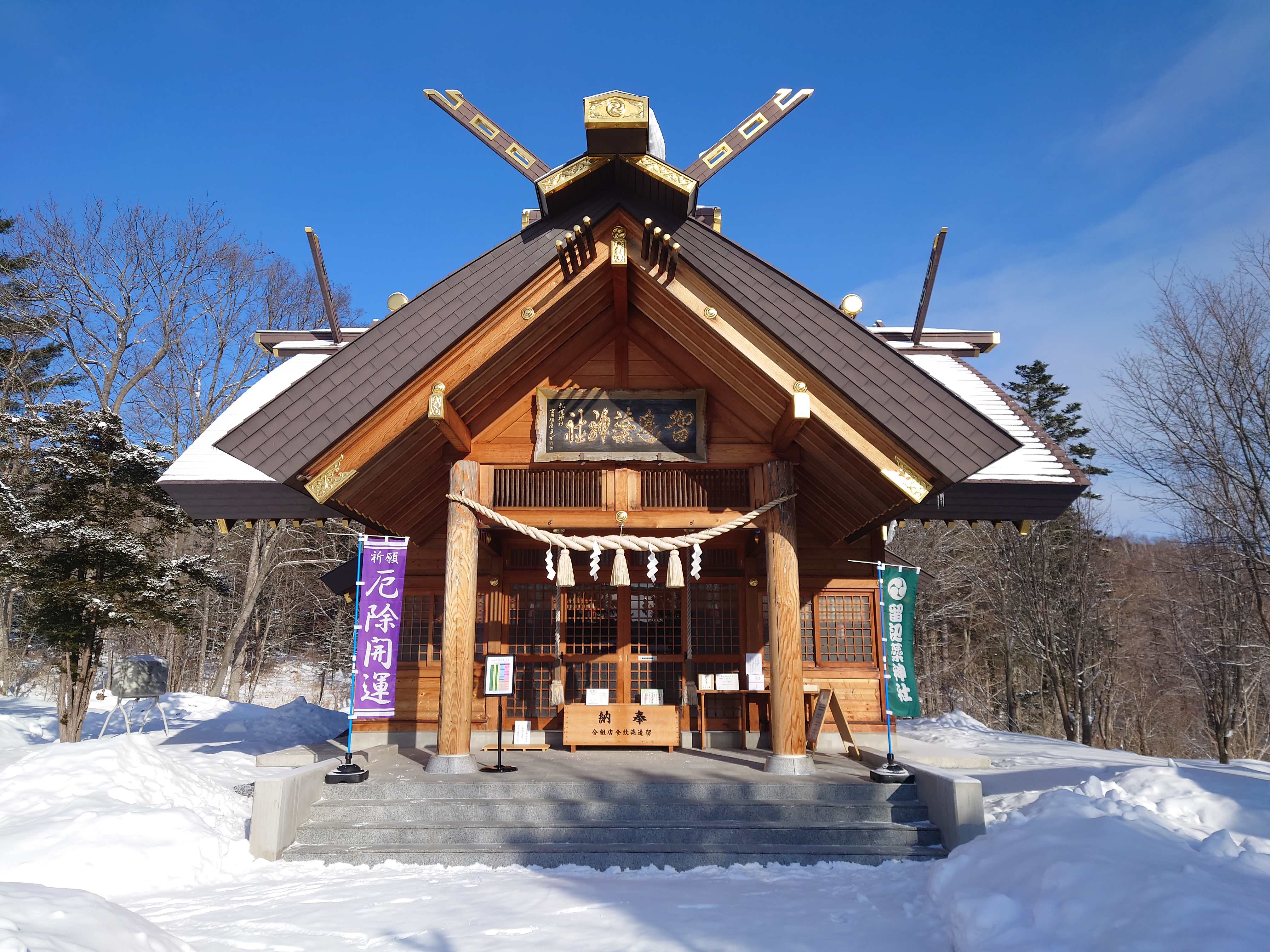
留辺蘂神社 拝殿正面
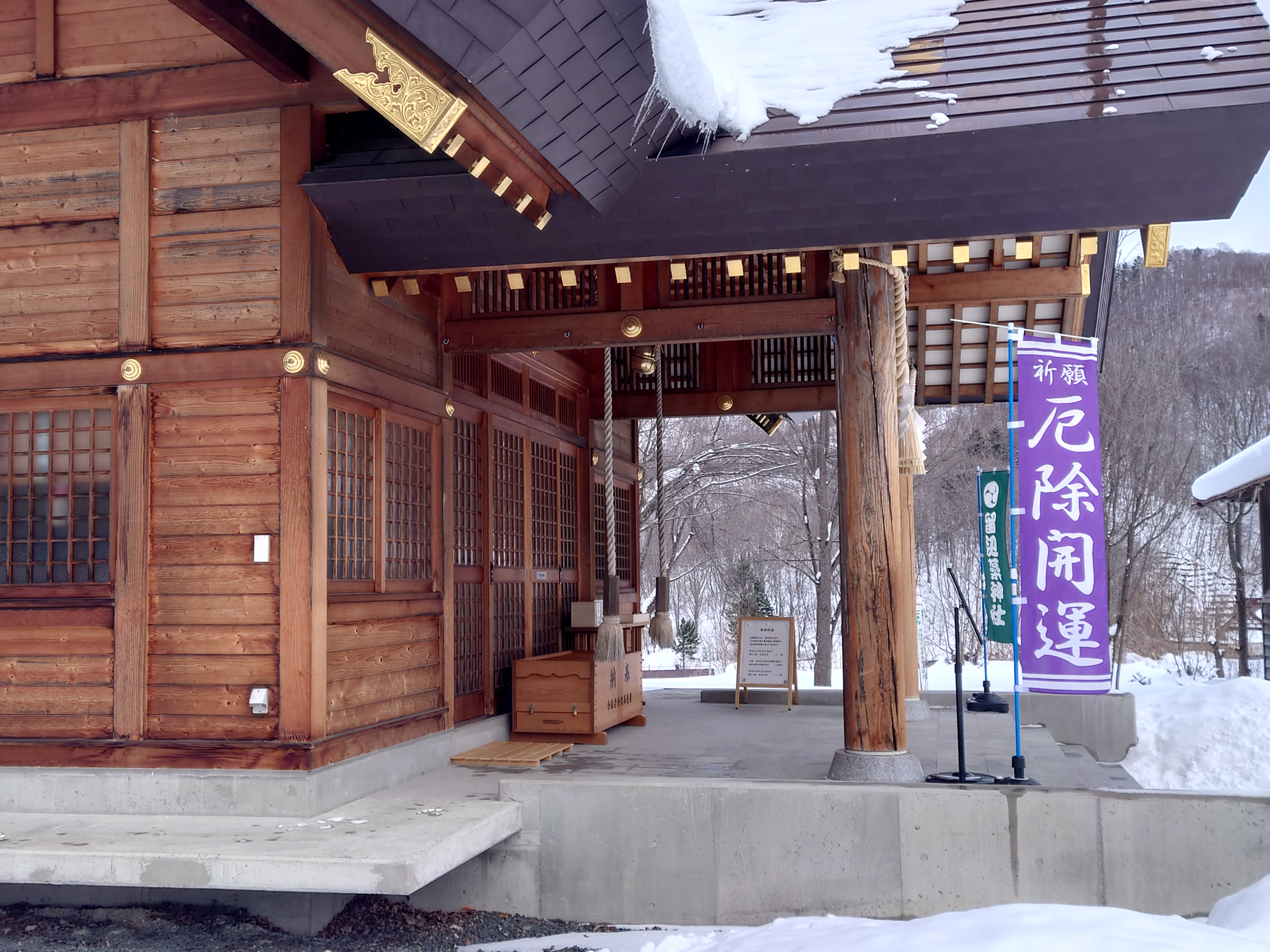
留辺蘂神社 拝殿向拝
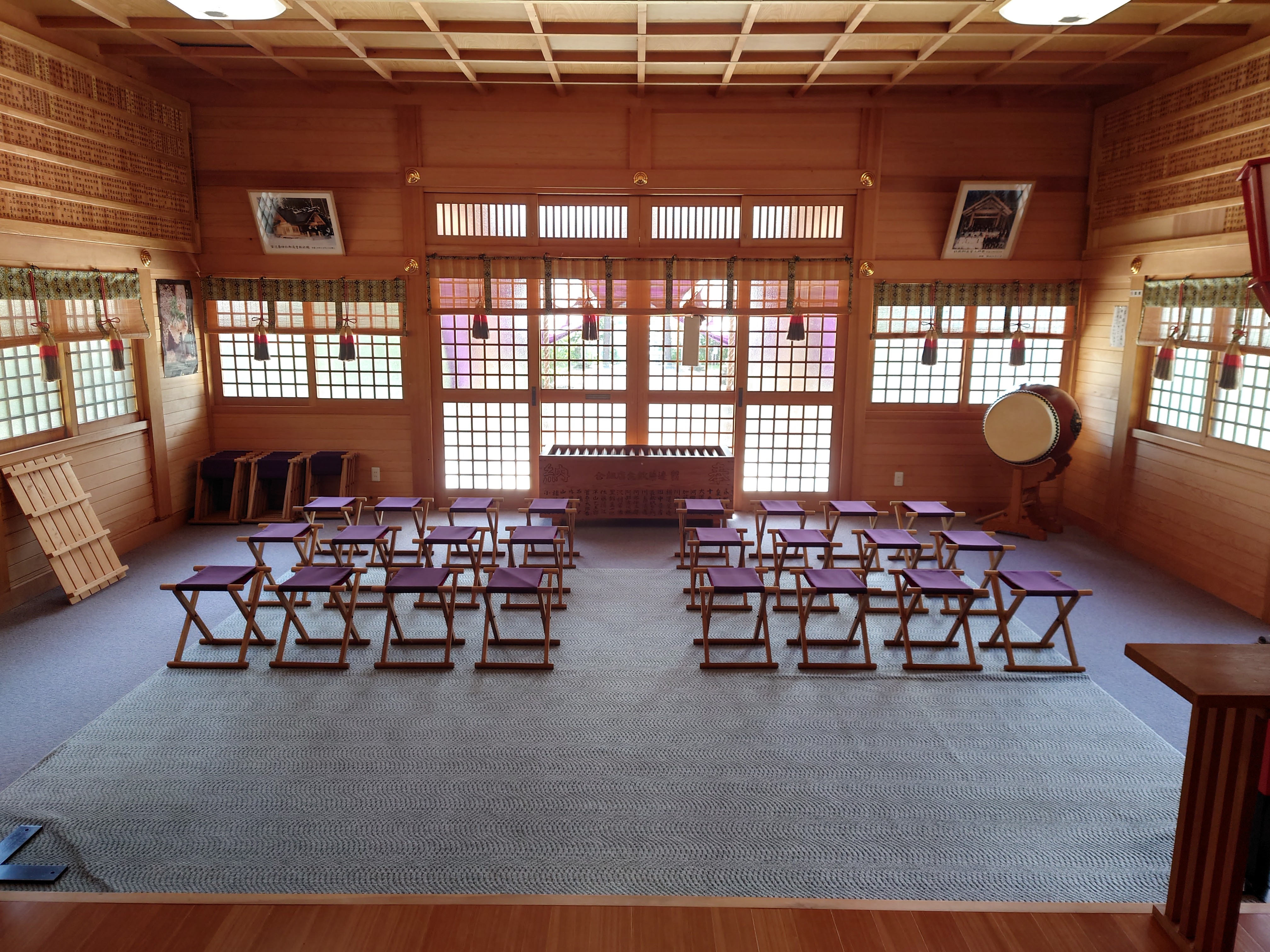
留辺蘂神社 拝殿内
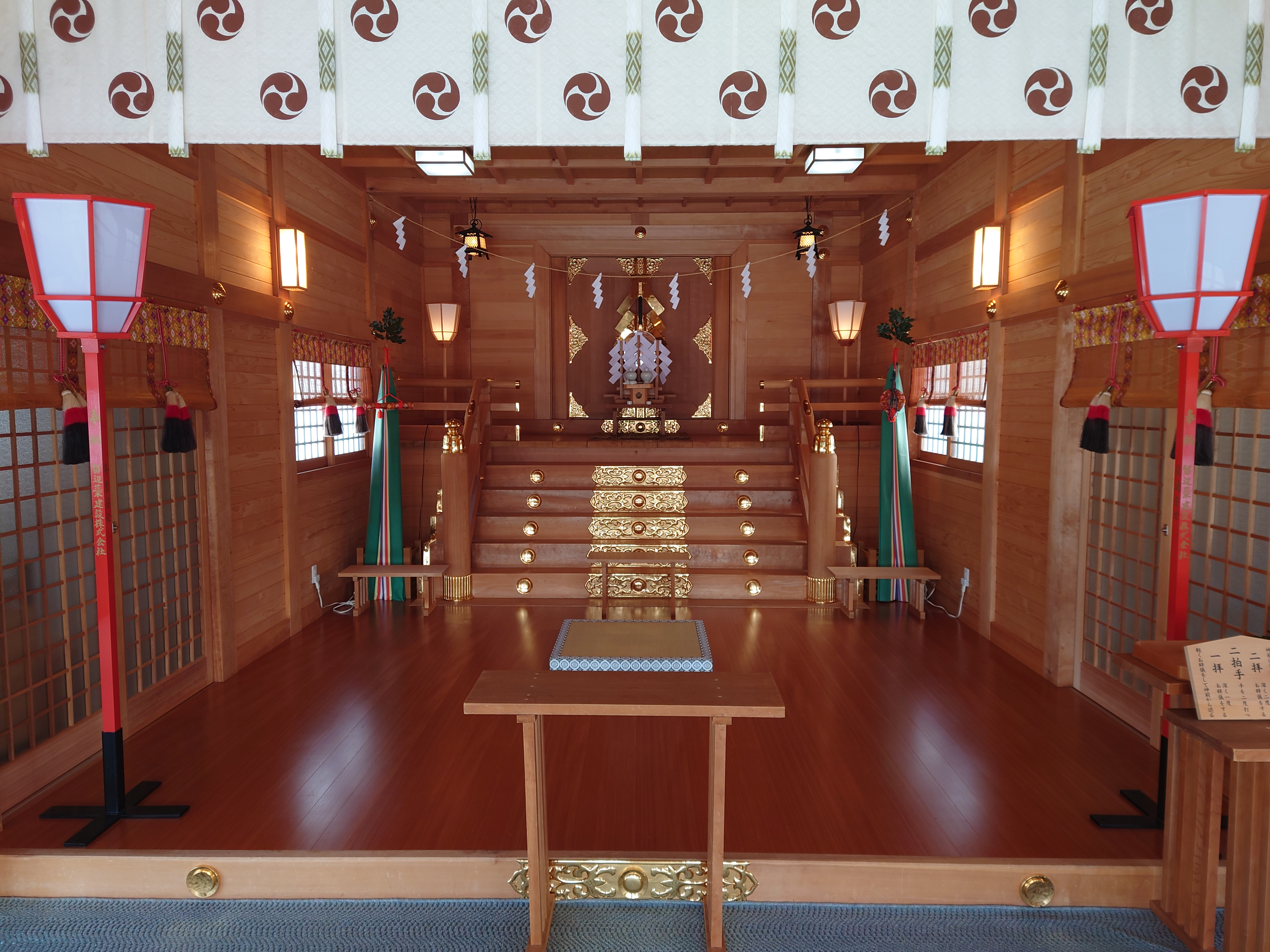
留辺蘂神社 幣殿内
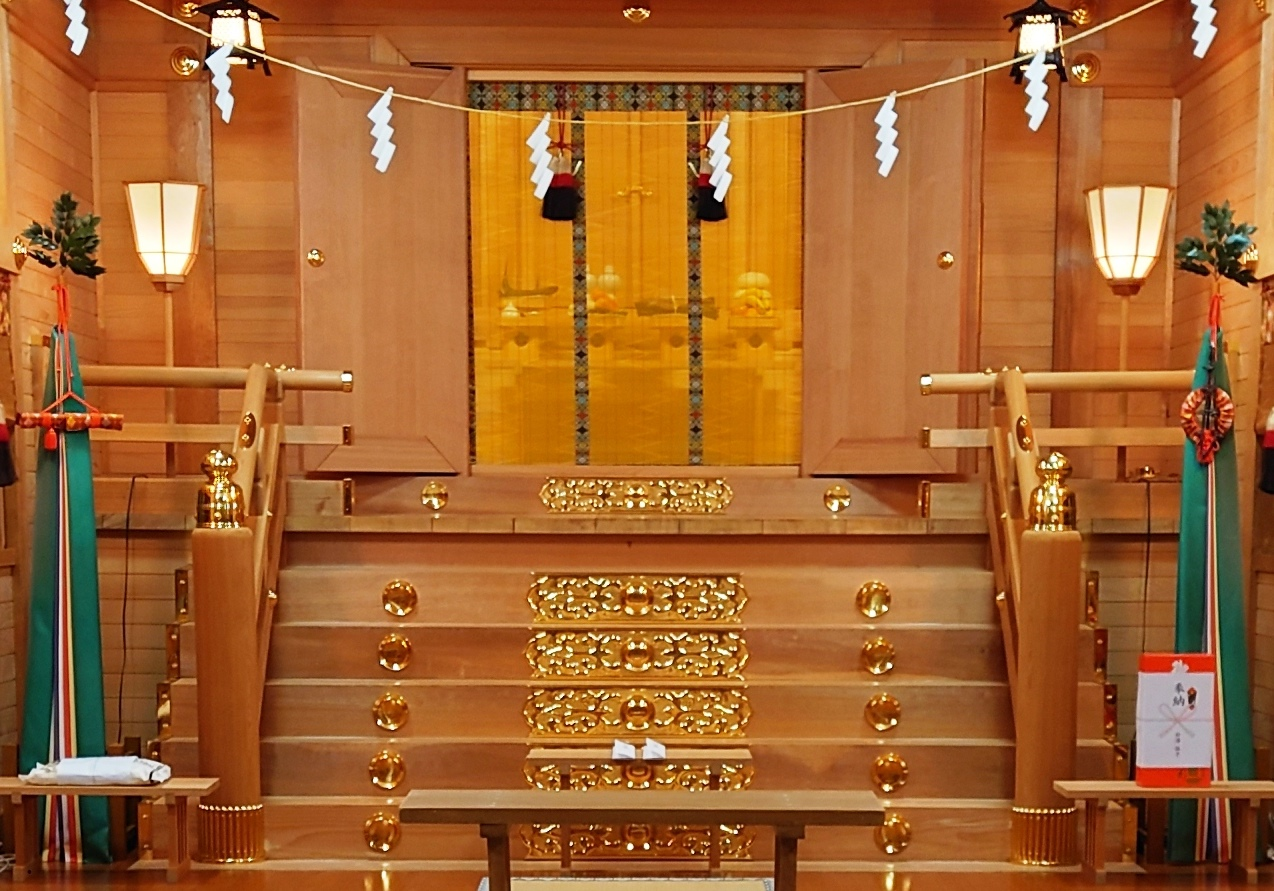
留辺蘂神社 本殿正面
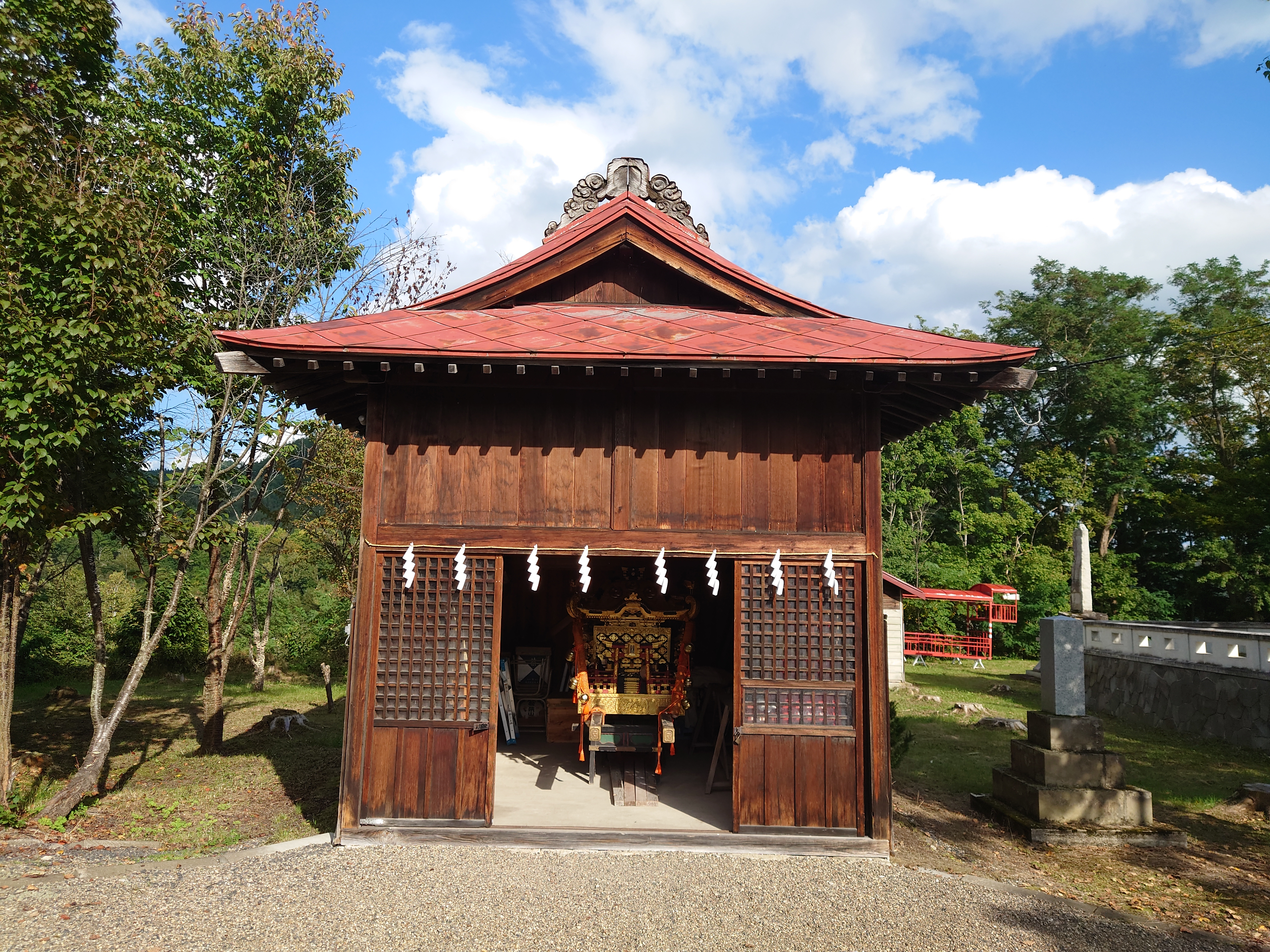
留辺蘂神社 神輿殿
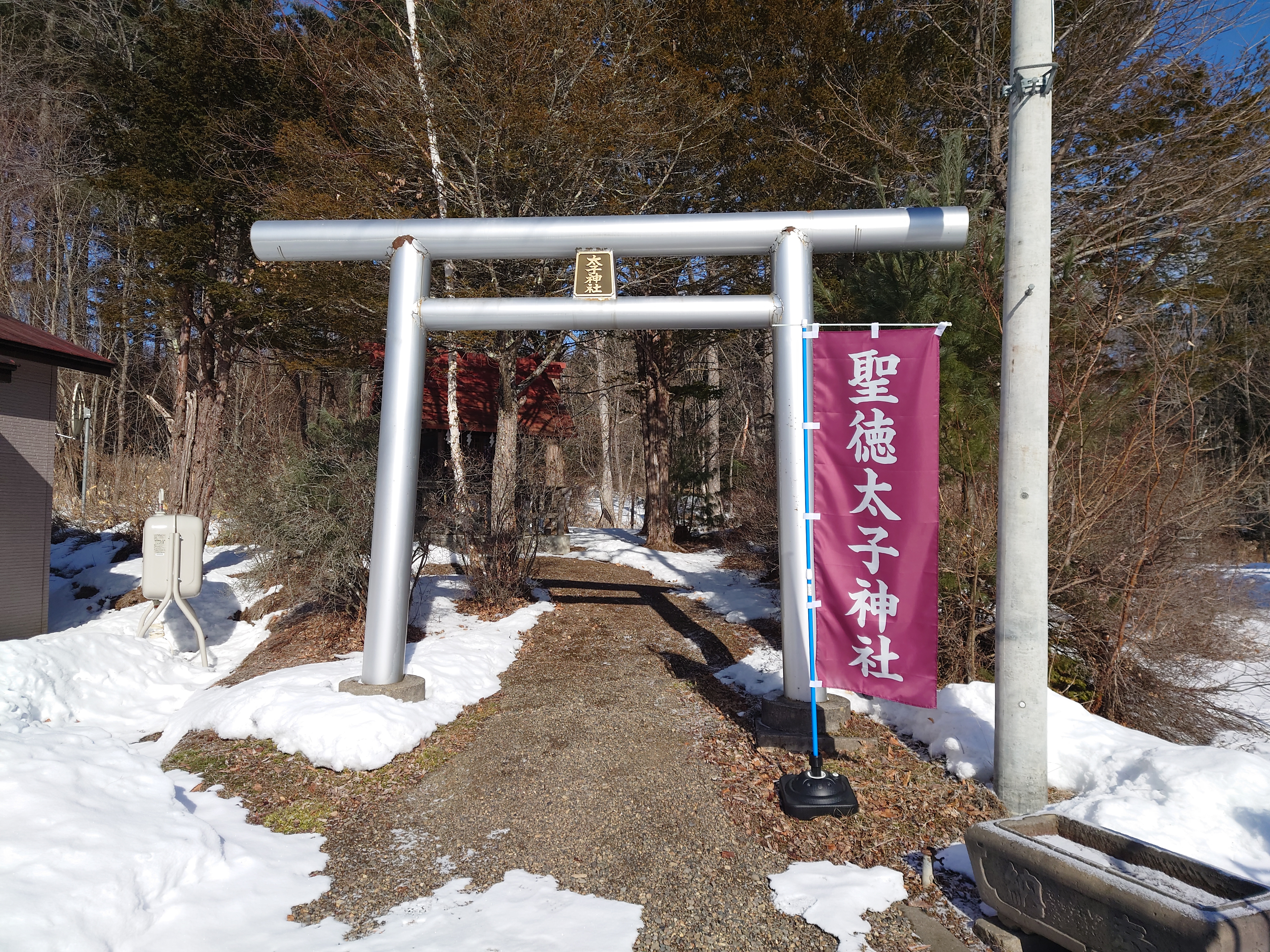
聖徳太子神社
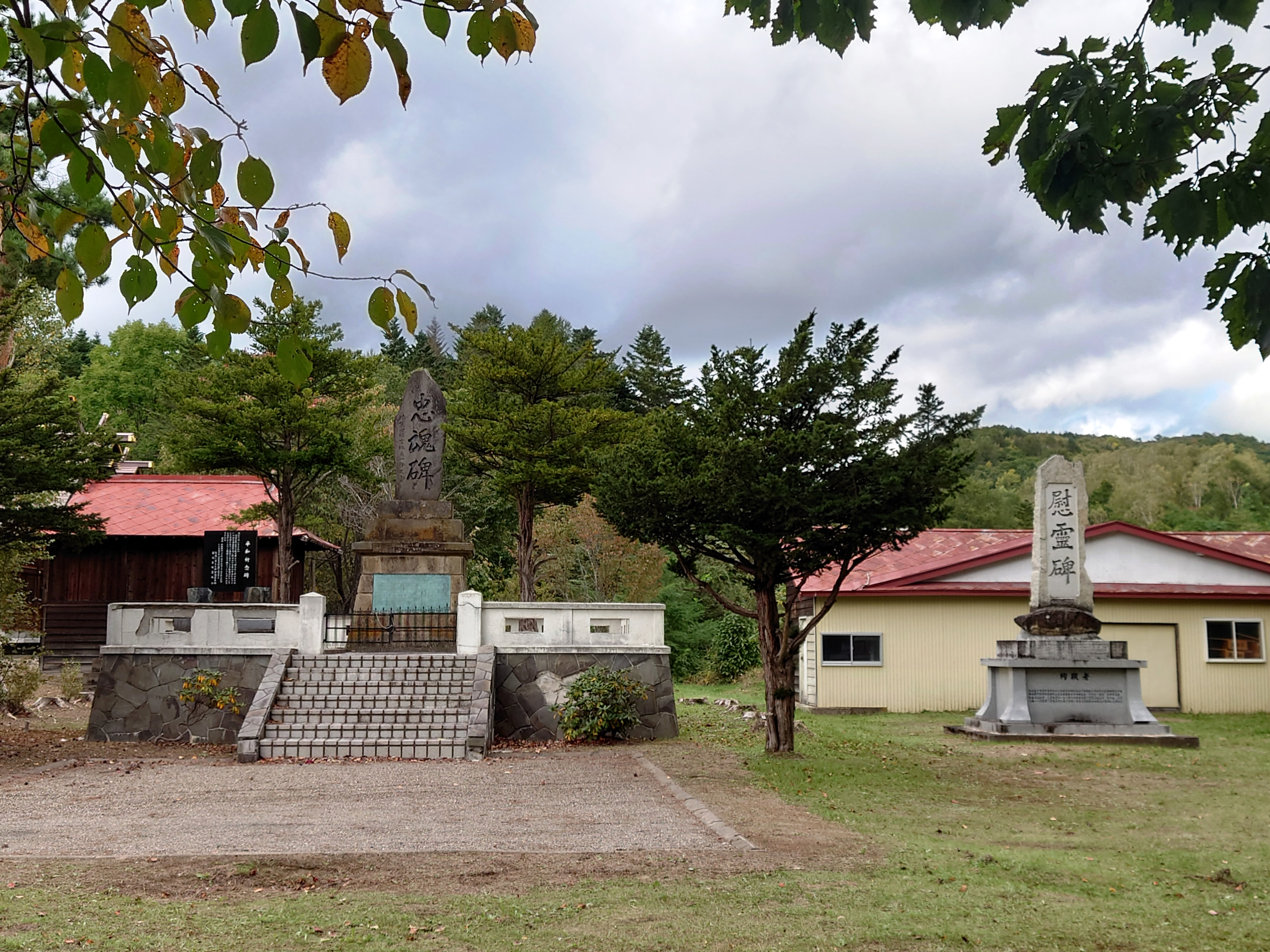
平和祈念碑・忠魂碑・留辺蘂営林署殉職者慰霊碑
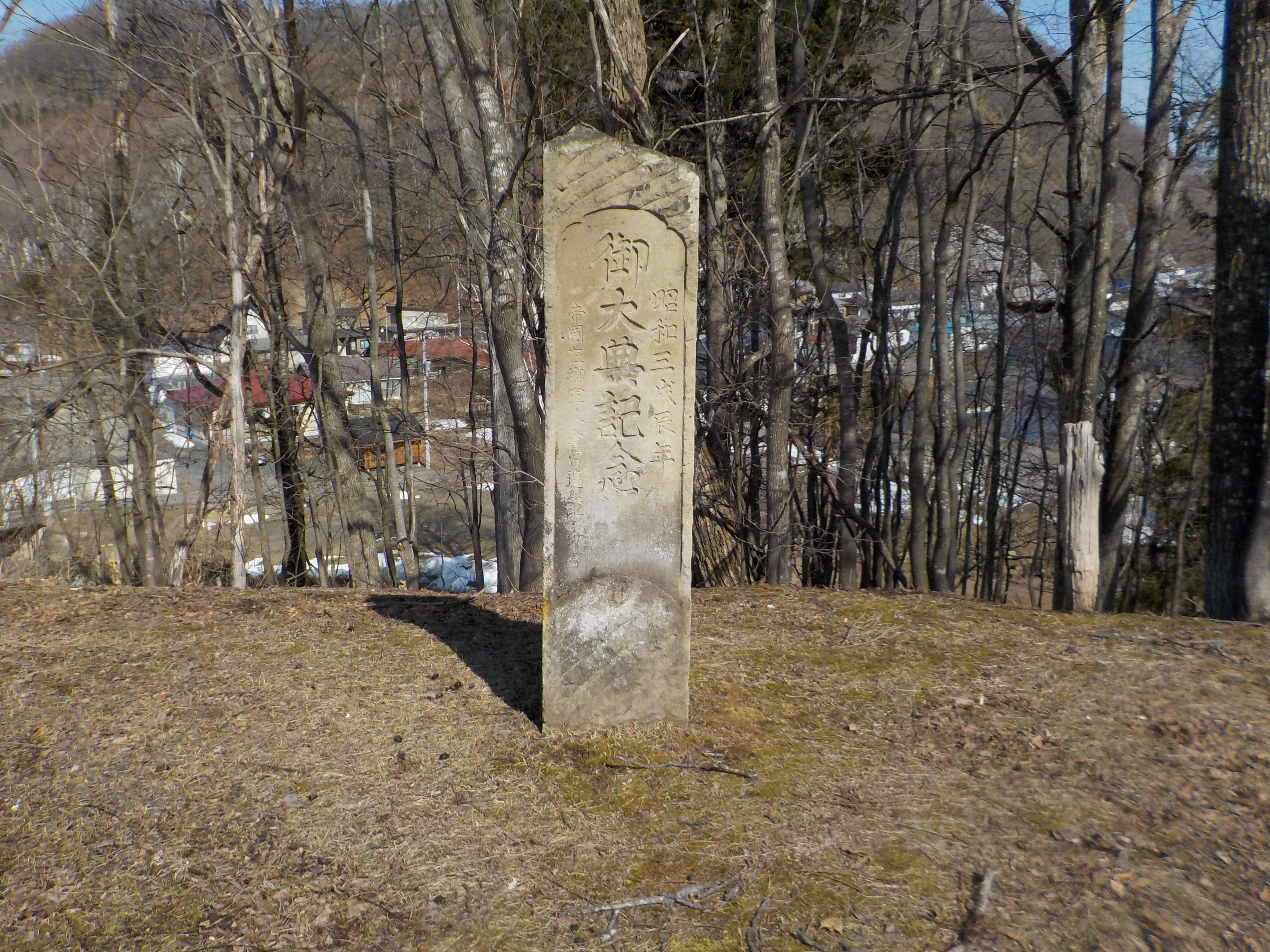
御大典記念碑
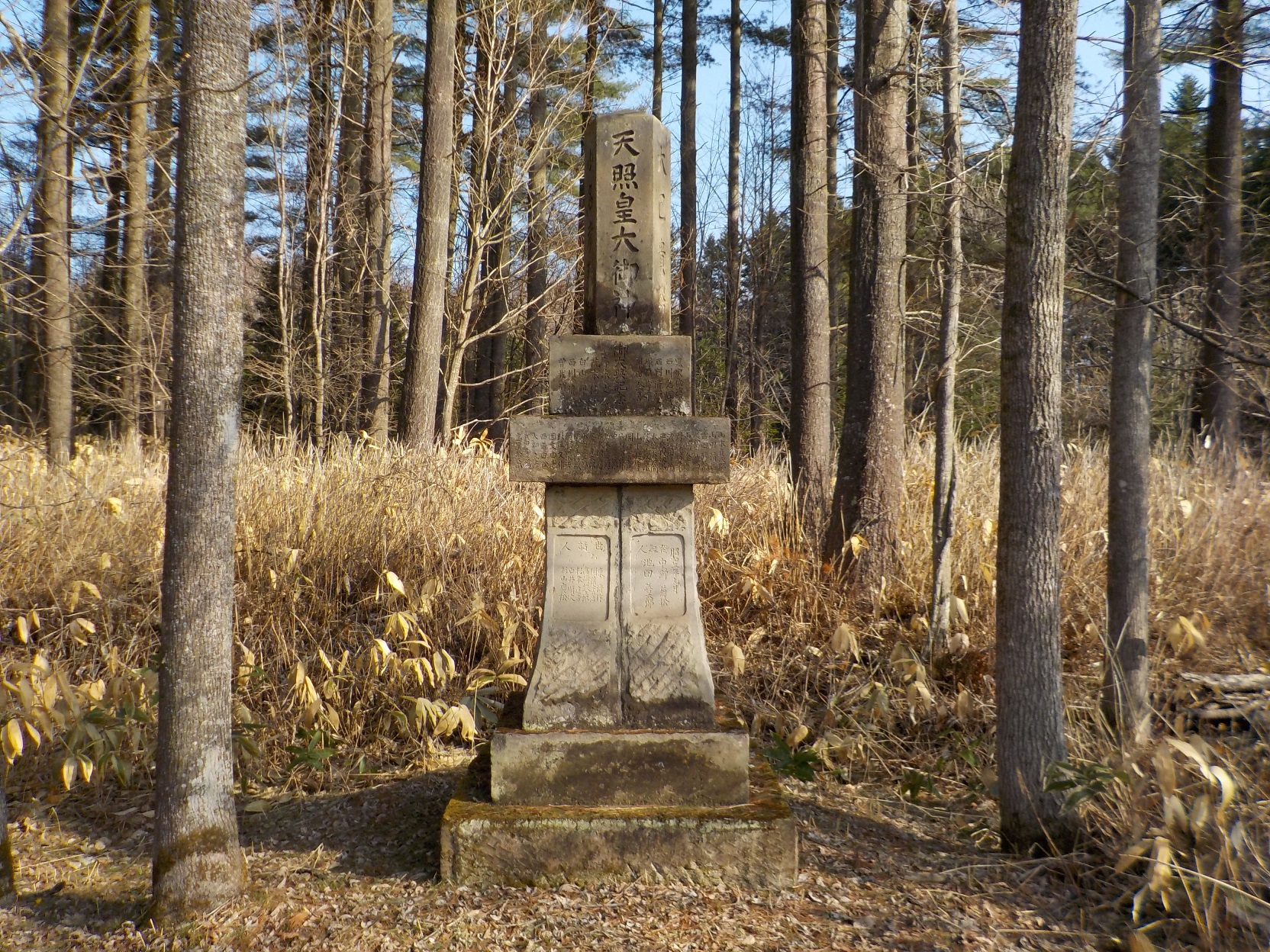
地神碑（五柱石碑）
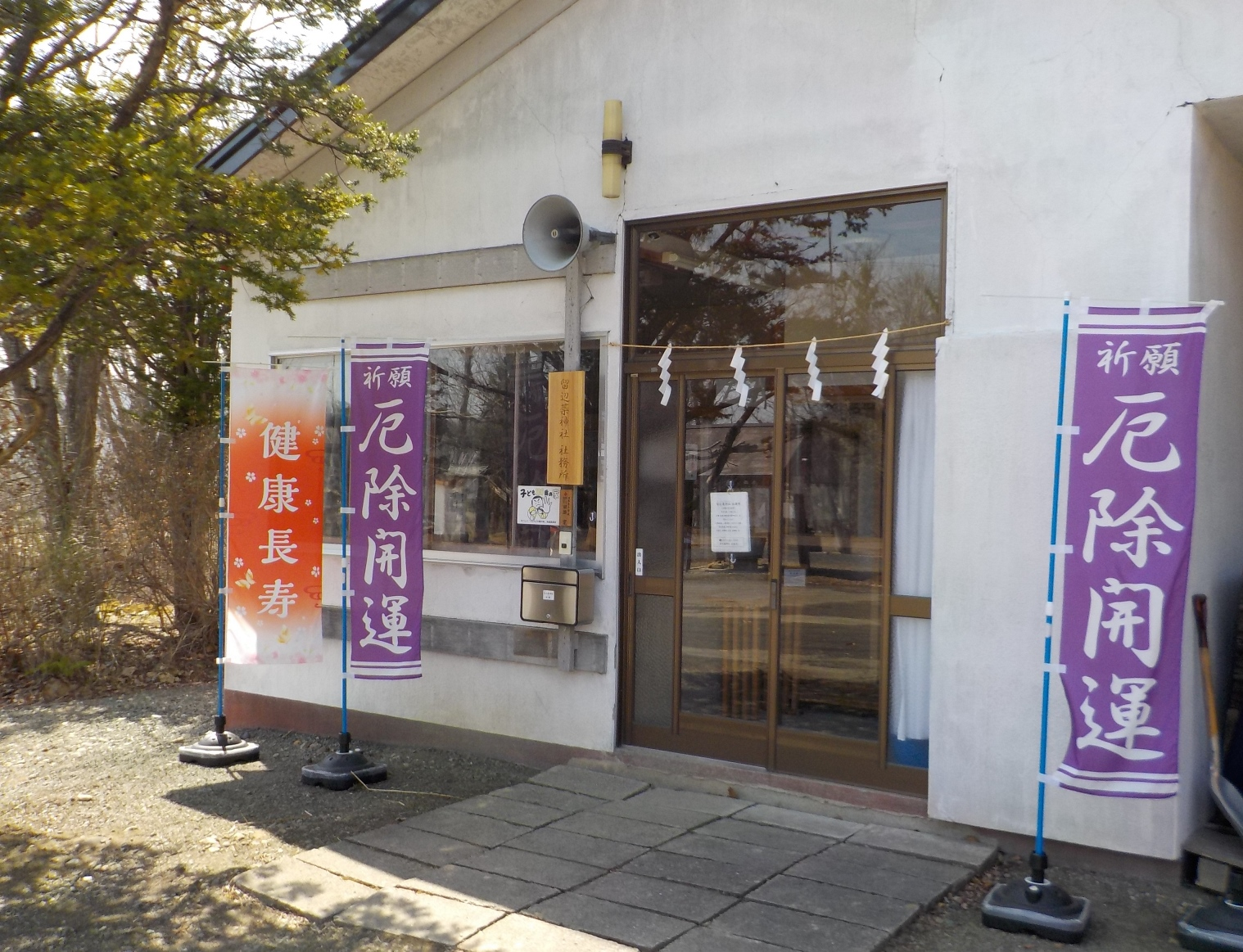
留辺蘂神社 社務所玄関前
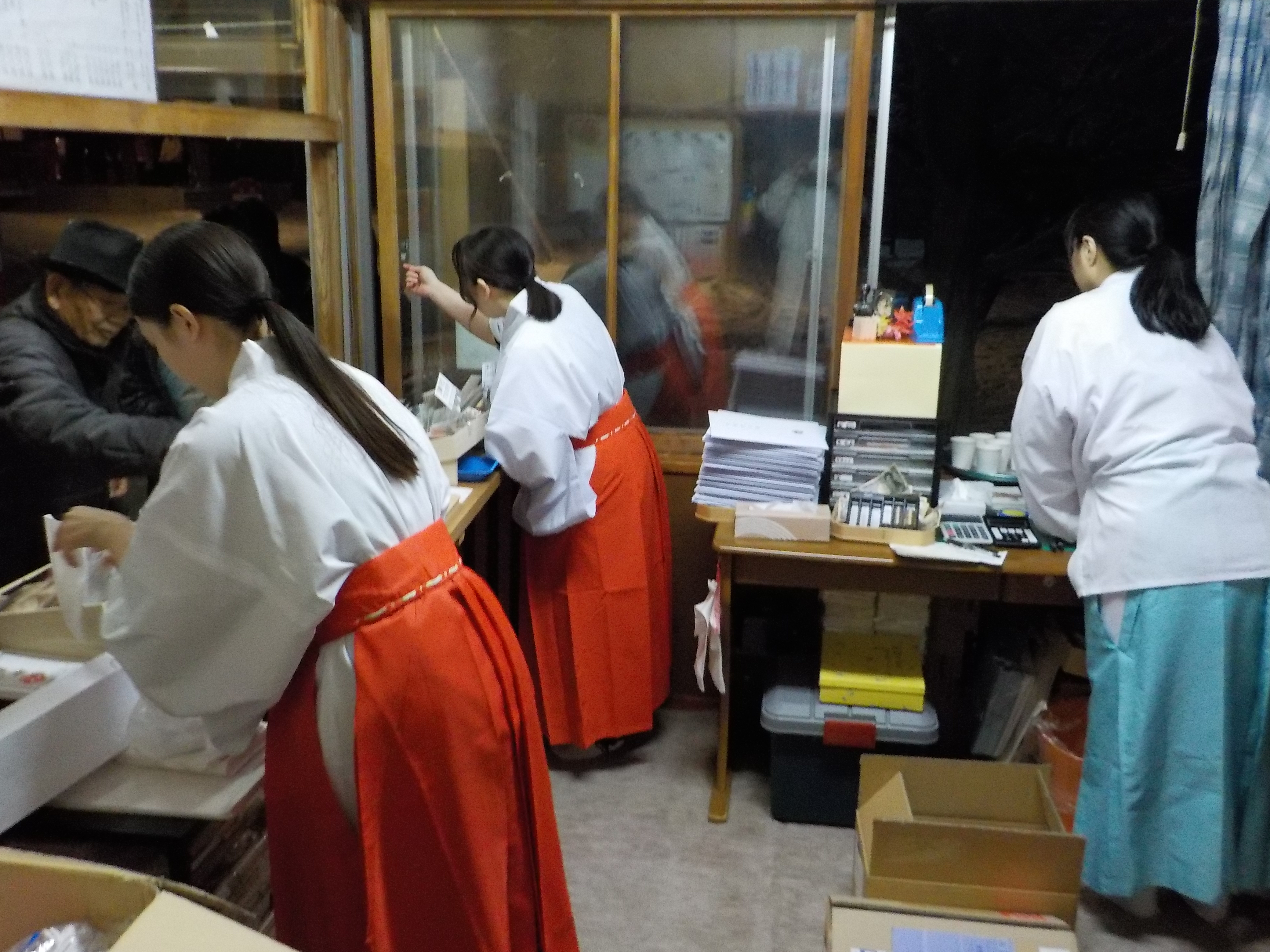
社務所玄関内 窓口（元日）

## 境内の自然
様々な木々や草花が生育しており、境内は四季折々の景色を見せる。小動物や鳥類なども多く見られる。

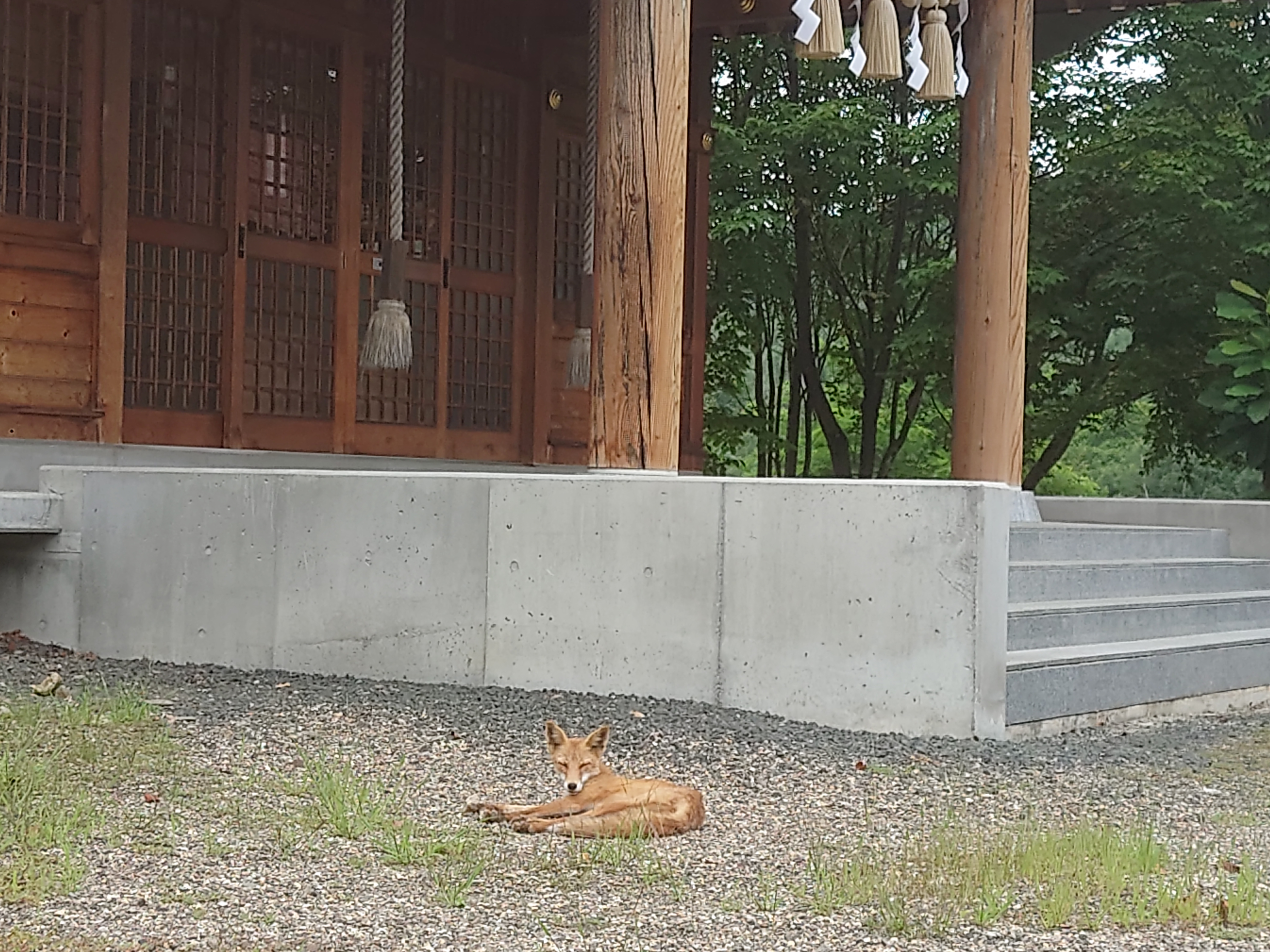
境内にいるキタキツネ
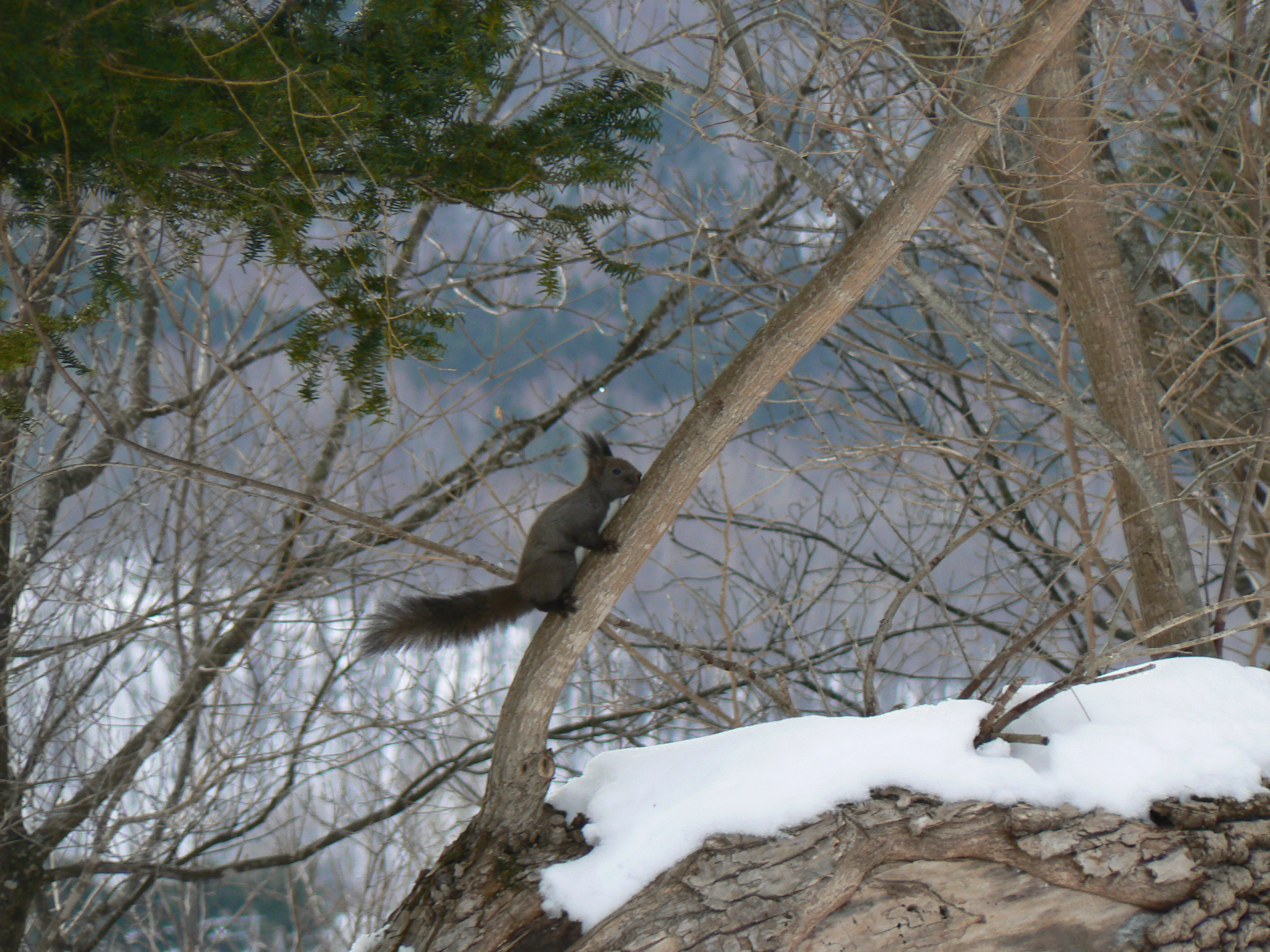
境内にいるエゾリス
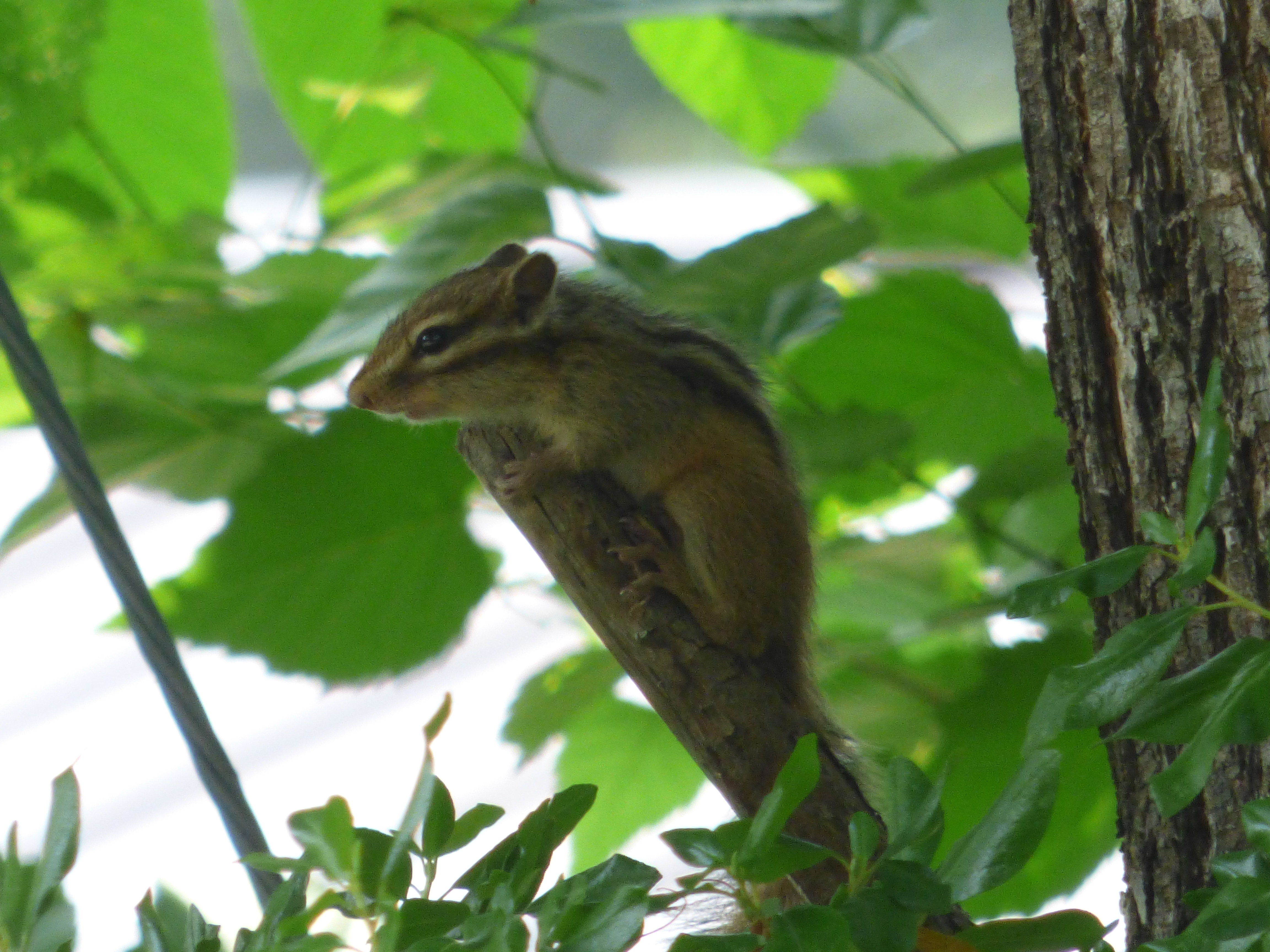
境内にいるエゾシマリス
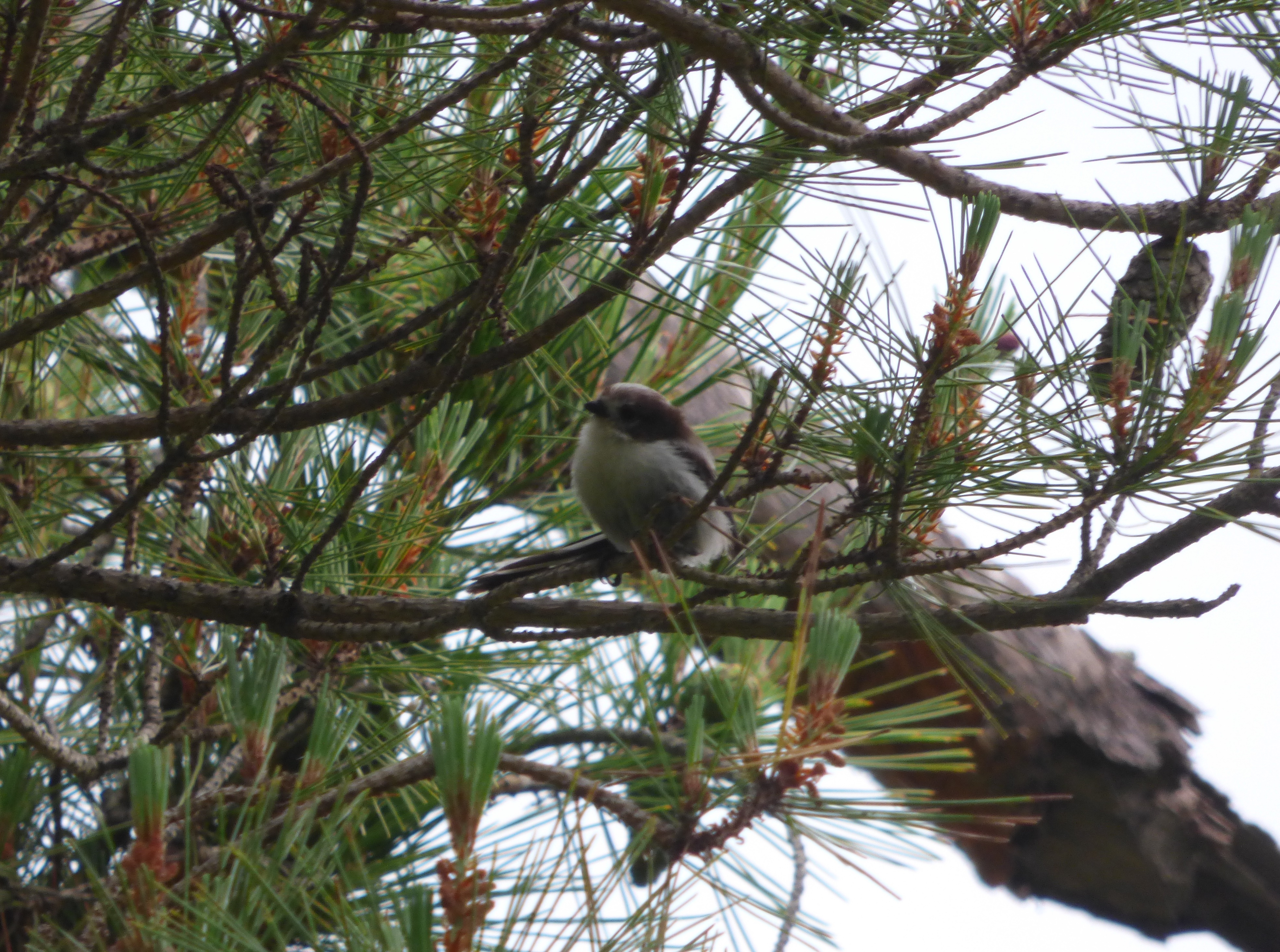
境内にいるシマエナガ
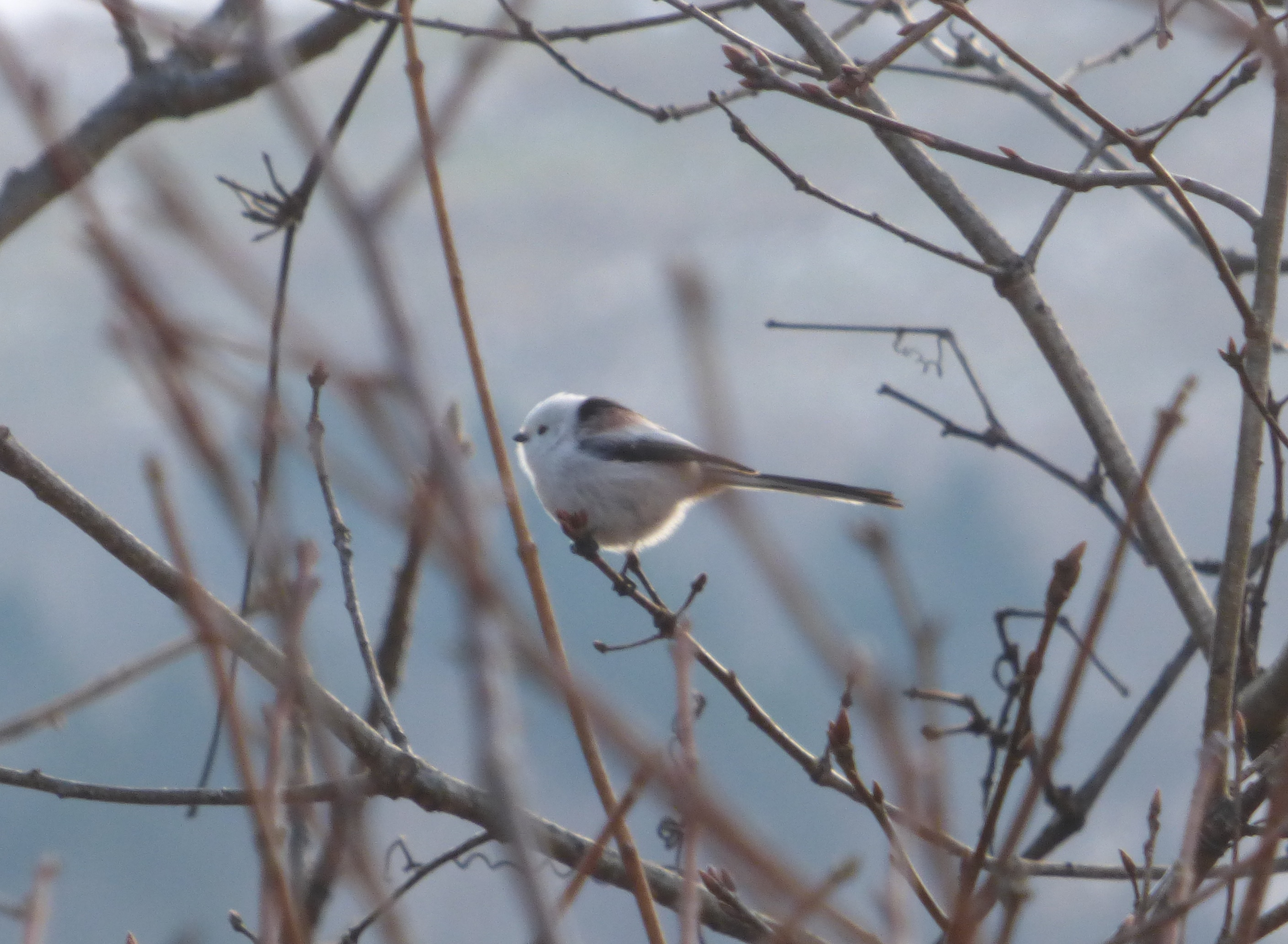
境内にいるシマエナガ
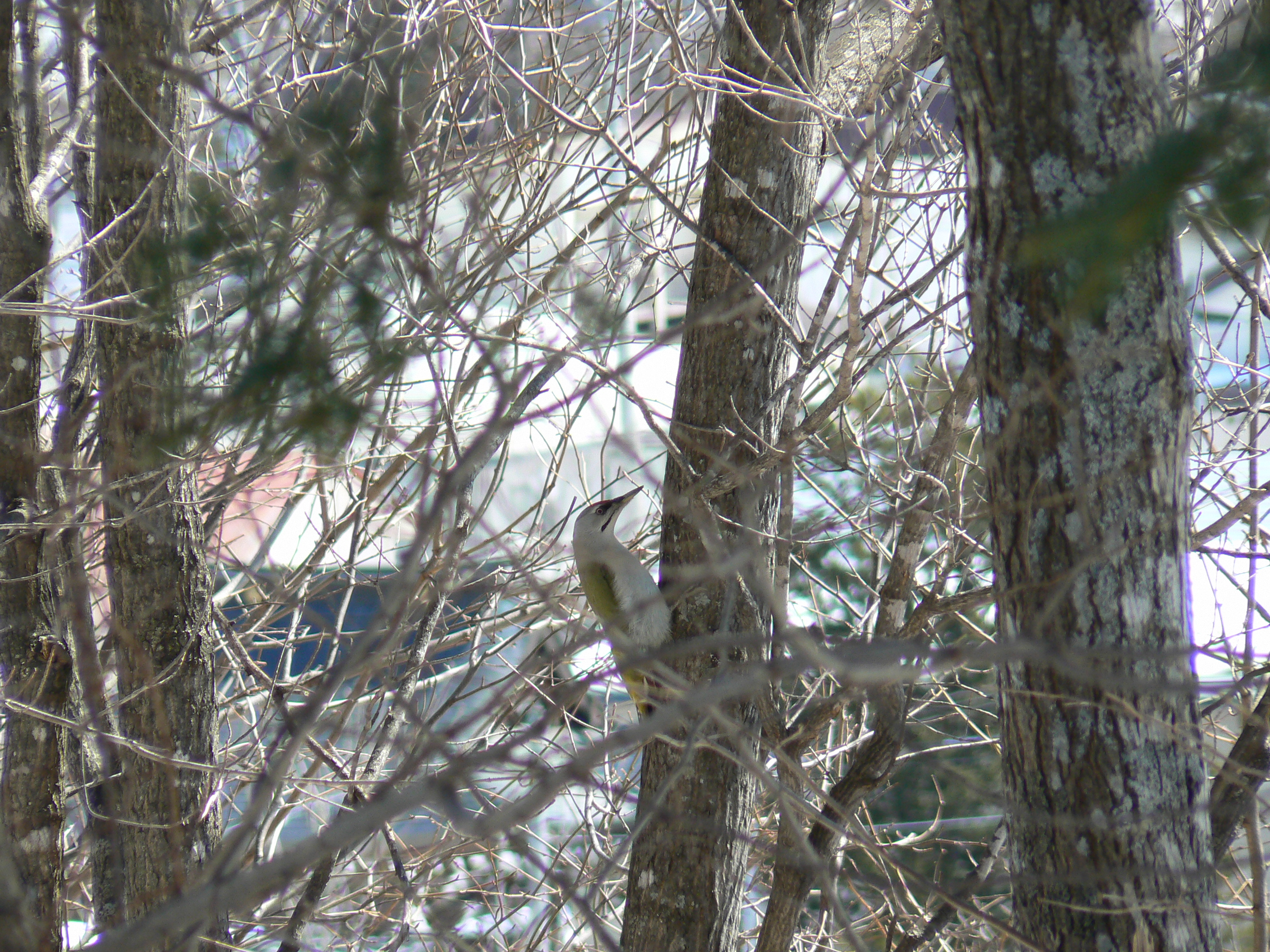
境内にいるヤマゲラ
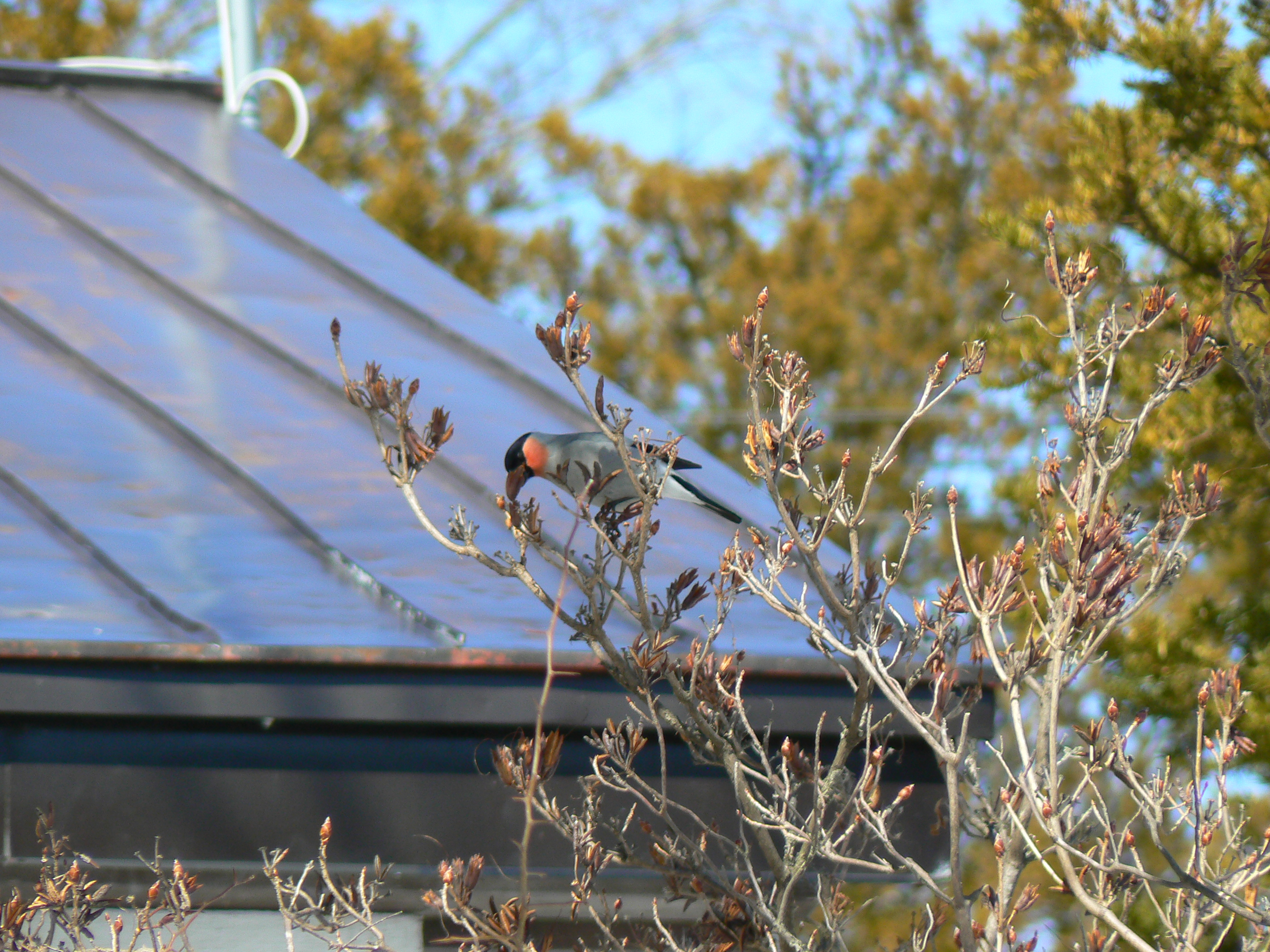
境内にいるウソ
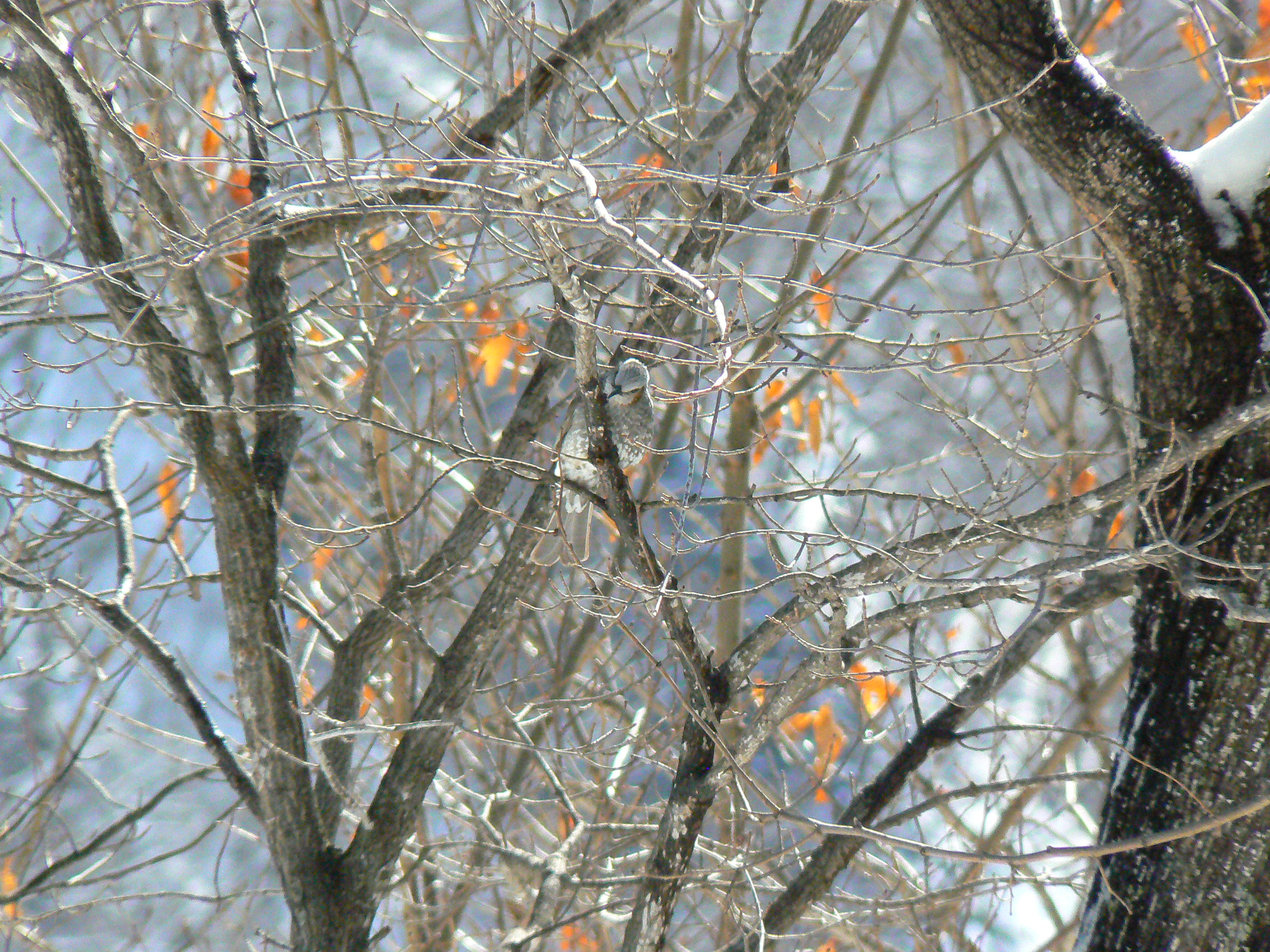
境内にいるヒヨドリ
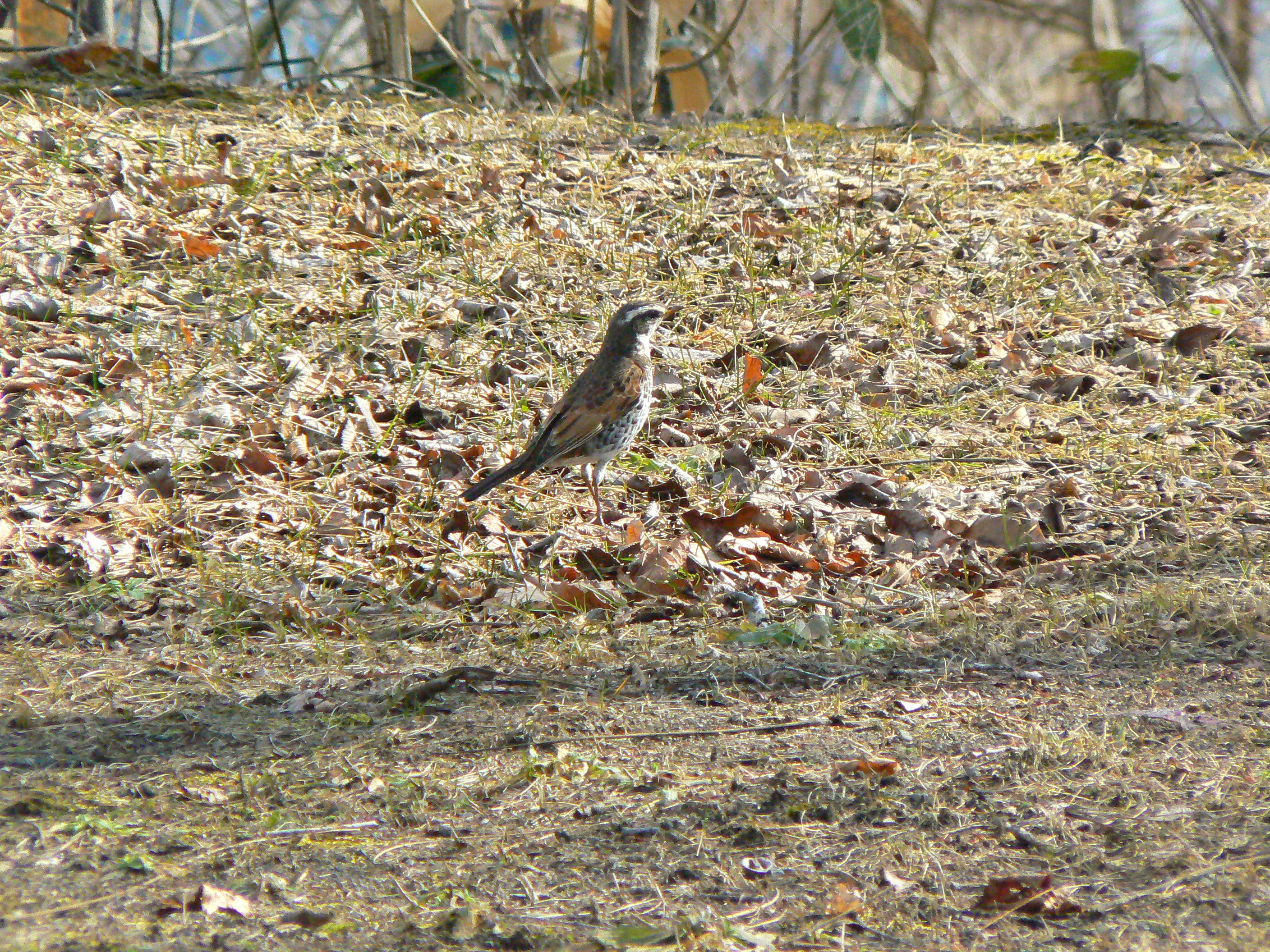
境内にいるツグミ
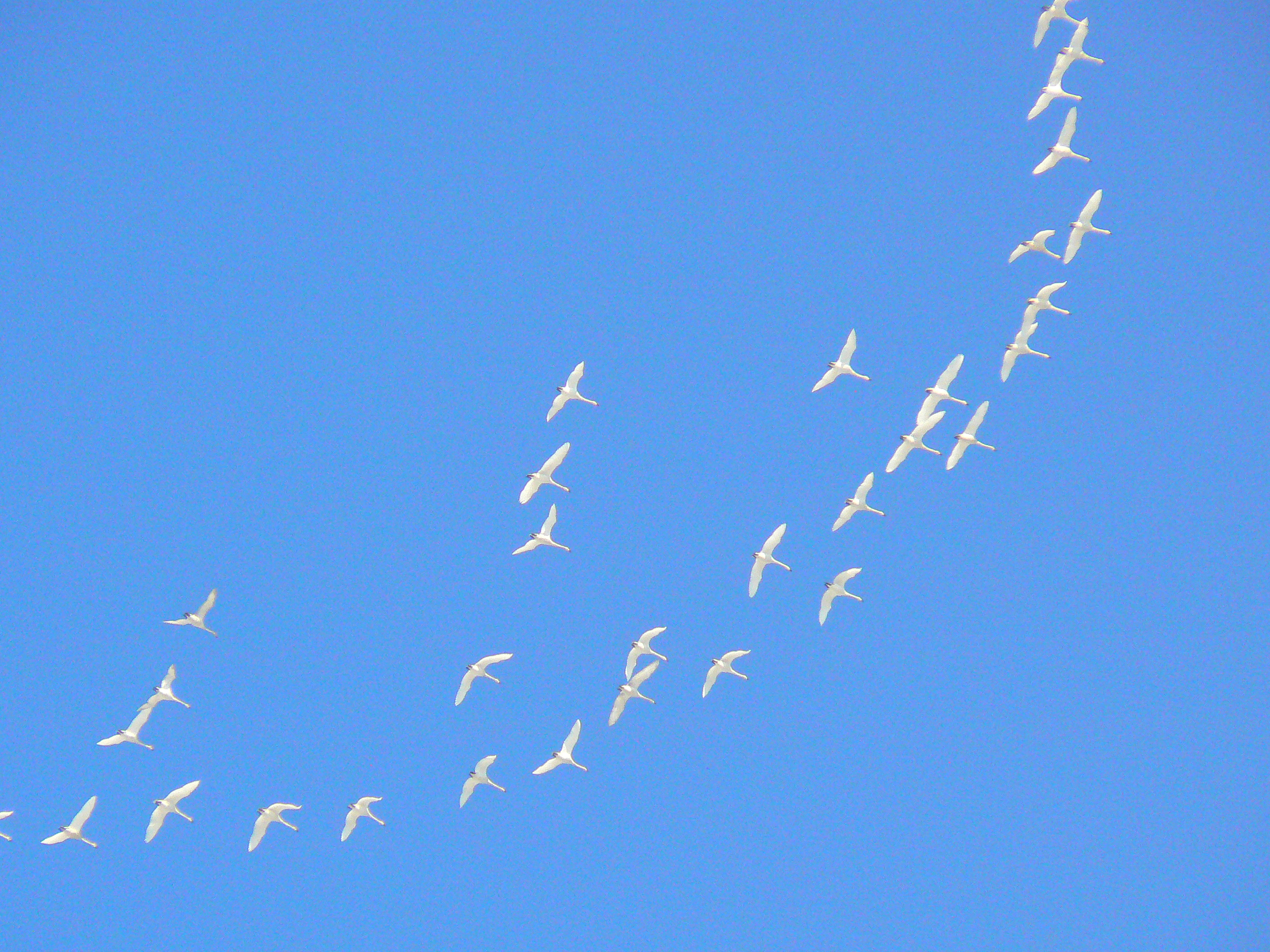
境内の上空を通過するハクチョウ

## 関係団体
- 留辺蘂神社護持会（総代会）
- 留辺蘂神社神徒会
- 留辺蘂神社秋季例大祭 祭典実行委員会
- 太子講（末社聖徳太子神社の崇敬会であったが現存していない）

## 受付時間
- 原則として年中無休。但し社務所の開いている時間（祈祷の受付・執行や、授与品・御朱印の授与などの対応を行なう時間）は、毎日午前9時から午後5時まで。
- 元日や例祭日など、特別な行事のある日は、社務所を開ける時間が平時よりも拡大される。

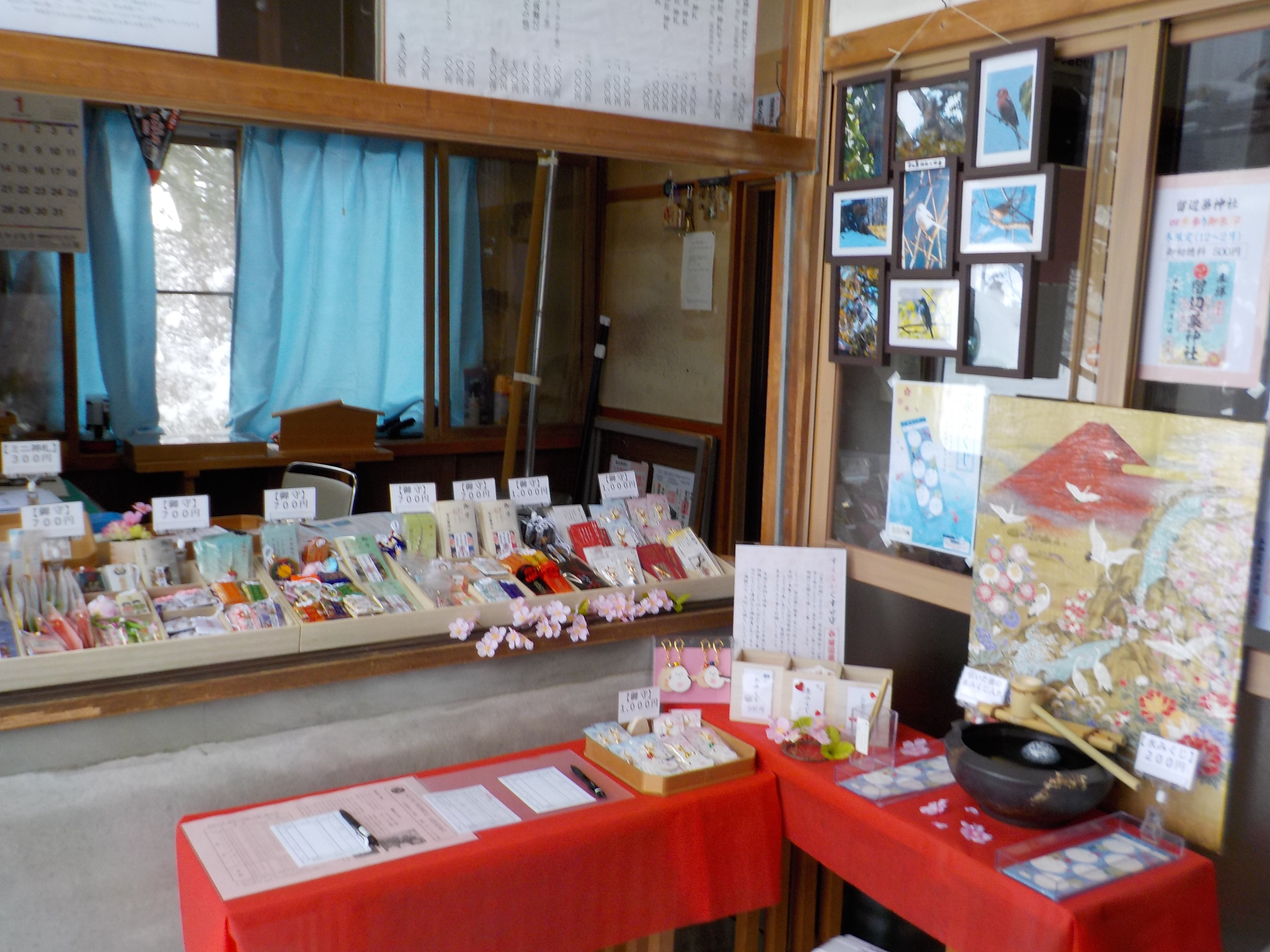
社務所玄関 窓口

## 交通アクセス
- JR北海道 石北本線「留辺蘂駅」から、徒歩約8分。同駅は、特急を含む全ての旅客営業列車が停車する、留辺蘂町の中心駅である。
- 北海道北見バス 一般路線バス（北見 - 道の駅おんねゆ温泉間）バス停「留辺蘂」から、徒歩約7分。留辺蘂駅前のバス停。
- 北海道中央バス・北海道北見バス・網走バス共同運行 高速バス「ドリーミントオホーツク号」（札幌 - 網走間）バス停「留辺蘂」から、徒歩約20分。国道39号沿いにあるバス停で、留辺蘂駅前にある同名のバス停「留辺蘂」とはかなり離れている。